# サイバーショット

商品ロゴ

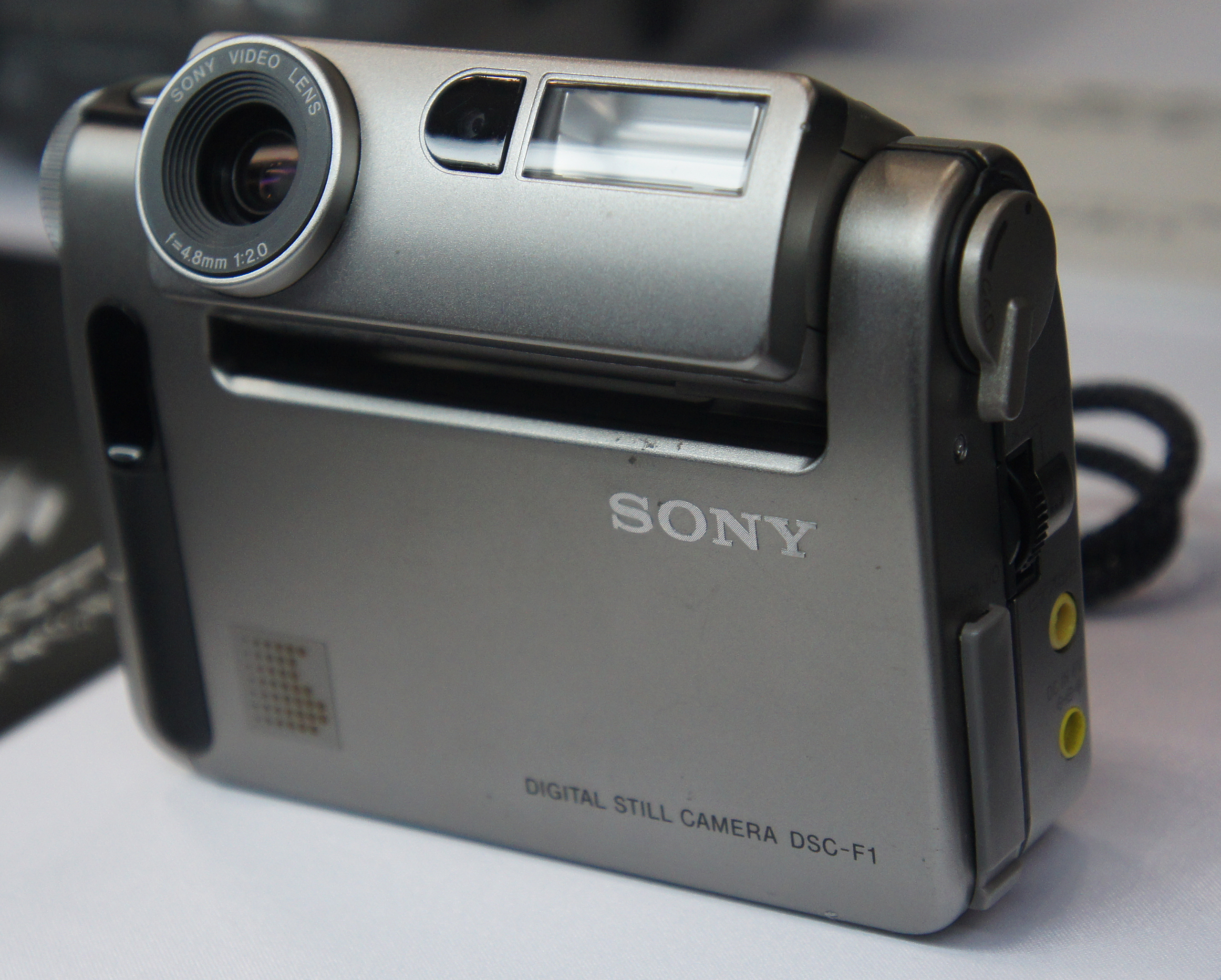
サイバーショット　シリーズの初代製品、DSC-F1

サイバーショット（Cyber-shot）は、ソニー製デジタルカメラ、及び一部カメラ機能を強化したソニー・エリクソン（現ソニーモバイルコミュニケーションズ）製携帯電話（下記項目参照）のブランドである。

## 概要
1996年に初代機、DSC-F1の発売を開始。ソニーのデジタルカメラ製品としてはサイバーショット以外にもデジタルマビカなどの製品があったが、現在ではサイバーショットのブランドで統一されている。記憶媒体は一部でコンパクトフラッシュが併用可能な機種を除けば、ほぼすべての製品でメモリースティックが使用されていた。小型化のためにメモリースティックDuoを使用しているものが多い。しかし、ソニーを除く他社のコンパクトデジタルカメラ向けの記憶媒体がSDメモリーカードでほぼ統一されたため、サイバーショットも2010年発売のモデルよりメモリースティックDuoとSDメモリカードの両方に対応するようになった。
レンズでは元々デジタルビデオカメラ「ハンディカム」用レンズの分野でソニーとの提携が行われているカール・ツァイスのライセンス許諾生産品が使われている。
CCDやCMOS「Exmor」といった撮影素子は基本的に自社で内製している。
ソニーらしい独創性のある機能や、デザインに優れた機種が数多く出されているのも特徴。レンズ自体を回転して自分自身を撮影できたりハイアングル・ローアングル撮影を可能にしたモデル、スティックタイプや掌におさまるくらいの小型モデル、超薄型かつ大型液晶を搭載したモデル、スマートフォンと併用することを前提とした円筒形の小型モデルなど、それぞれ業界初ではないにしても他社に影響を与えた製品は多い。
2005年にはコニカミノルタと提携し、デジタル一眼レフカメラを共同開発すると発表。その後、2006年にコニカミノルタのカメラ・写真関連事業からの撤退に伴い、同社のデジタル一眼レフカメラ製品の資産の一部譲渡を受け、同年夏から「α（アルファ）」というブランド名でシステムを発売・展開することとなったが、コンパクトタイプなどレンズ一体型モデルは引き続きサイバーショットとして展開する。そのため、ソニーのデジタルカメラはサイバーショットとαのデュアルブランドとなっている。
同じ型番であっても、国内向け/海外仕様が存在する。末尾にEもしくはJEが付く。
日本国内向け製品のメニューは日本語/英語が選択可能。海外仕様は日本語を抜いた多国語表示となっている。
またリージョンによって映像出力形式にNTSC/PAL仕様の違いがあり、付属品も販売国に合わせた物に変更される場合がある。
国内では外国人旅行者向け、及び海外在住者向けにオーバーシーモデルを扱う直営店や家電量販店でも購入が可能である。
但しWi-Fi機能及びBluetooth機能がある機種においては技適マークがない機種もあるため、国内で使えない場合がある。
尚、シリーズを表すアルファベットの後に、Xの表記がある場合はCMOSセンサー搭載機種であることを表す。

## 製品一覧
サイバーショットのモデル名は基本的に、1号機であるDSC-F1にはじまり、全てDSC-αβ という型番で構成されており、αにはモデルの特徴を表すアルファベット1字（MDおよびTFシリーズのみ例外的に2字。）が入り、βにはシリーズ中のモデル番号1〜3字（初期には例外的に末尾にアルファベット）が入る、Exmor/Exmor R搭載機はαの後にXが入る、GPS機能搭載機は型番の最後にVが入る、モデル番号に関しては開発順ではなく、505、85など、製品固有の符号が含まれる場合もあるが、おおむね同グレードの機種では後発の機種ほど数値が大きく、同時期の機種ではハイグレードな機種ほど数値が大きい、等、分かりやすいルールに従っている。
しかし、2012年以降の所謂「高級コンパクト機」に分類されるような機種ではDSC-RX100に対するDSC-RX1（1の方が後発・かつ上位機種）、DSC-RX100に対するDSC-RX100 mk2(M2)、mk3(M3)…のように、上記のルールに当てはまらない命名の例が増えてきている。

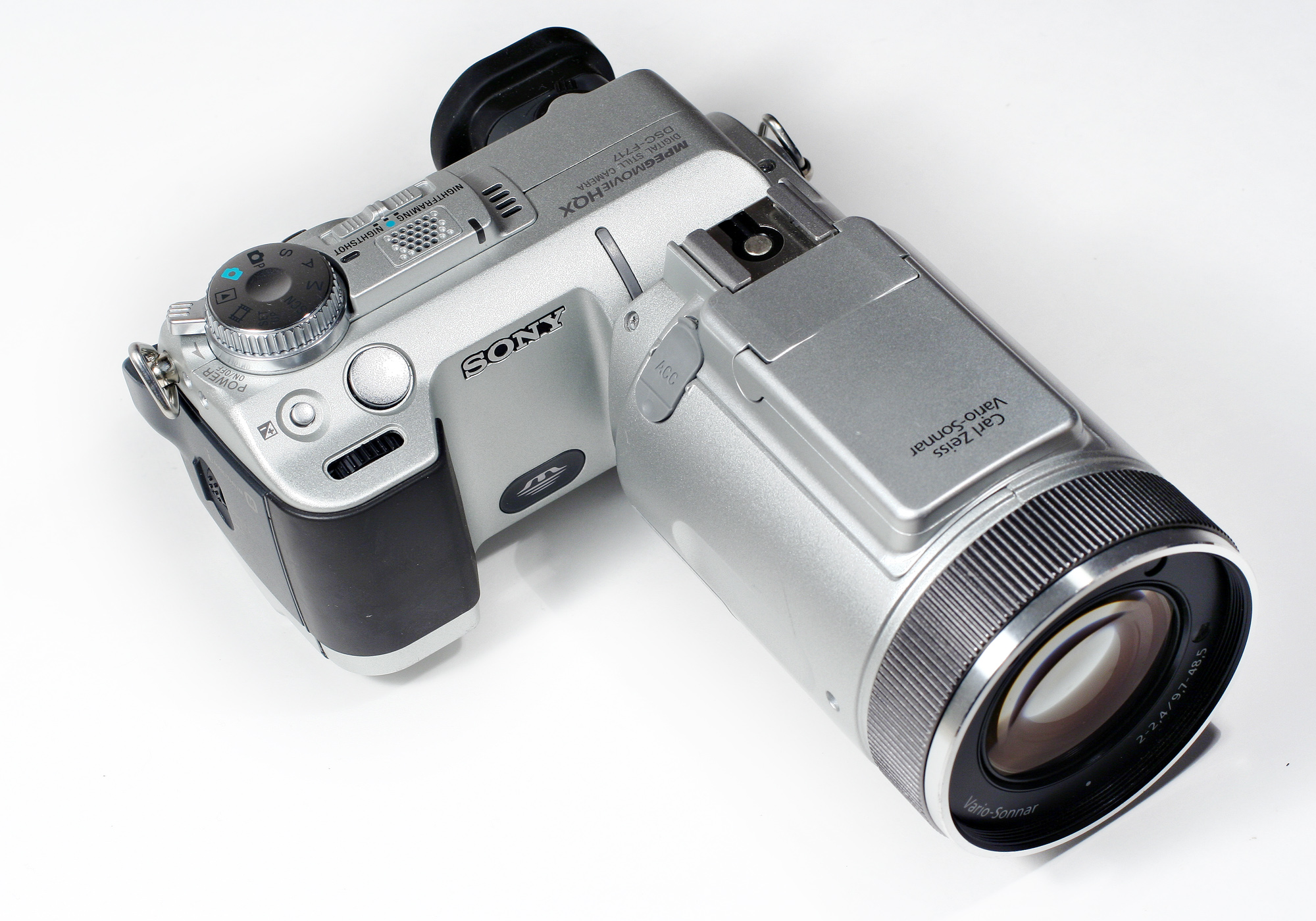
DSC-F717

### Fシリーズ
初代サイバーショットを含むシリーズ。初代から続くF-1桁および後継機のF-2桁の番号を持つシリーズはレンズ部が前後に回転し、液晶画面を見ながら撮影者自らを撮影できる構造を備えているのが特徴であった。基本的に単焦点レンズで、最終型のF88のみ3倍ズーム。F-3桁は逆に、一眼レフカメラ並みの巨大な5〜7倍の大口径ズームレンズを固定して構え、最後部のモニタ部が回転(上下チルト)するような構造となる。当初(F505〜515)はF-2桁のズーム機のような構成であったが、後の機種(F707〜828)ではより大型の2/3"CCDを搭載して最上位機扱いになっている。
- DSC-F1（1996年10月10日発売[1]） - 1/3型35万画素CCD。レンズは4群5枚4.8mmF2固定焦点。定価88,000円。メモリースティックスロットを搭載せず、内蔵メモリ4MBへの記録。
- DSC-F2（1997年6月10日発売？[2]） - 1/3型35万画素CCD。レンズは4群5枚4.8mmF2固定焦点。定価75,000円。メモリースティックスロットを搭載せず、内蔵メモリ4MBへの記録。
- DSC-F3（1997年11月10日発売？[3][2]） - 1/4型35万画素CCD。レンズは4群5枚4.8mmF2固定焦点。定価68,000円。内蔵メモリが8MBにアップした。
- DSC-F55K（1999年4月1日発売[4]） - 1/2型202万画素CCD。レンズはディスタゴン6.85mmF2.8、オートフォーカス。Fシリーズ初のメモリースティック対応機種。
- DSC-F505K（1999年9月21日発売[5]） - 1/2型202万画素CCD。レンズはバリオゾナー7.1〜35.5mmF2.8〜3.3、オートフォーカス。F-3桁シリーズの第一号機で、巨大なレンズに小さな本体が接続された特異な形態が特徴。本体は上下にチルトし、いわゆる自分撮りはできないもののハイ・ローアングル撮影には便利。
- DSC-F505V（2000年6月1日発売） - DSC-F505Kの後継。
- DSC-F55V（:2000年7月1日発売） - DSC-F55Kの後継。
- DSC-F55DX（2001年4月20日発売） - DSC-F55Vの後継。
- DSC-F707（2001年10月4日発売） - DSC-F505Vの後継。当時としては高性能の2/3型502万画素CCD。レンズはバリオゾナー9.7〜48.5mmF2〜2.4。
- DSC-F717（2002年10月12日発売） - DSC-F707の後継。
- DSC-F77（2002年11月9日発売） - DSC-F55DXの後継。F55シリーズと比べ、かなり薄型化されたが、モニタは2型から1.5型に小さくなった。メモリースティックPRO対応。
- DSC-FX77（2002年11月9日発売） - DSC-F77と同時発売された兄弟機。FX77には無いBluetooth対応機能を持ち、そのために追加されたアンテナ部が外観上の違い。
- DSC-F77A（2003年9月19日発売） - DSC-F77の後継。基本スペックはほぼ同じだが新たに赤・青・銀のカラーバリエーションがカタログモデルで用意された。
- DSC-F828（2003年12月19日発売） - DSC-F717の後継。世界初の4色カラーフィルターつき820万画素CCD、バリオゾナーT*7.1〜51mmF2〜2.8光学7倍ズームレンズ。デジタルズーム併用時静止画のみ約14倍、スマートズーム併用時VGAサイズ静止画のみ約36倍ズーム可能。メモリースティックPROスロットとCFカードスロットを搭載。
- DSC-F88（2004年6月25日発売） - DSC-F77の後継。有効510万画素、液晶モニターは1.5型から1.8型に拡大された。F-1・2桁シリーズでは唯一のズームレンズ、バリオテッサー6.7〜20.1mmF3.5〜4.2搭載。

### Dシリーズ
"サイバーショット・プロ"の愛称を持つ、ハイアマチュア層をターゲットにした高機能版。一眼レフ式光学ファインダーを持つが、レンズは固定。記録メディアは当時メモリースティックが発売されたばかりということもあり、PCカードとなっている。
- DSC-D700（1998年10月25日発売） - 1/2"CCD、有効150万画素、光学5倍ズーム。定価235,000円。
- DSC-D770（1999年7月10日発売） - 1/2"CCD、有効150万画素、光学5倍ズーム。定価235,000円。DSC-D700のマイナーチェンジ版。

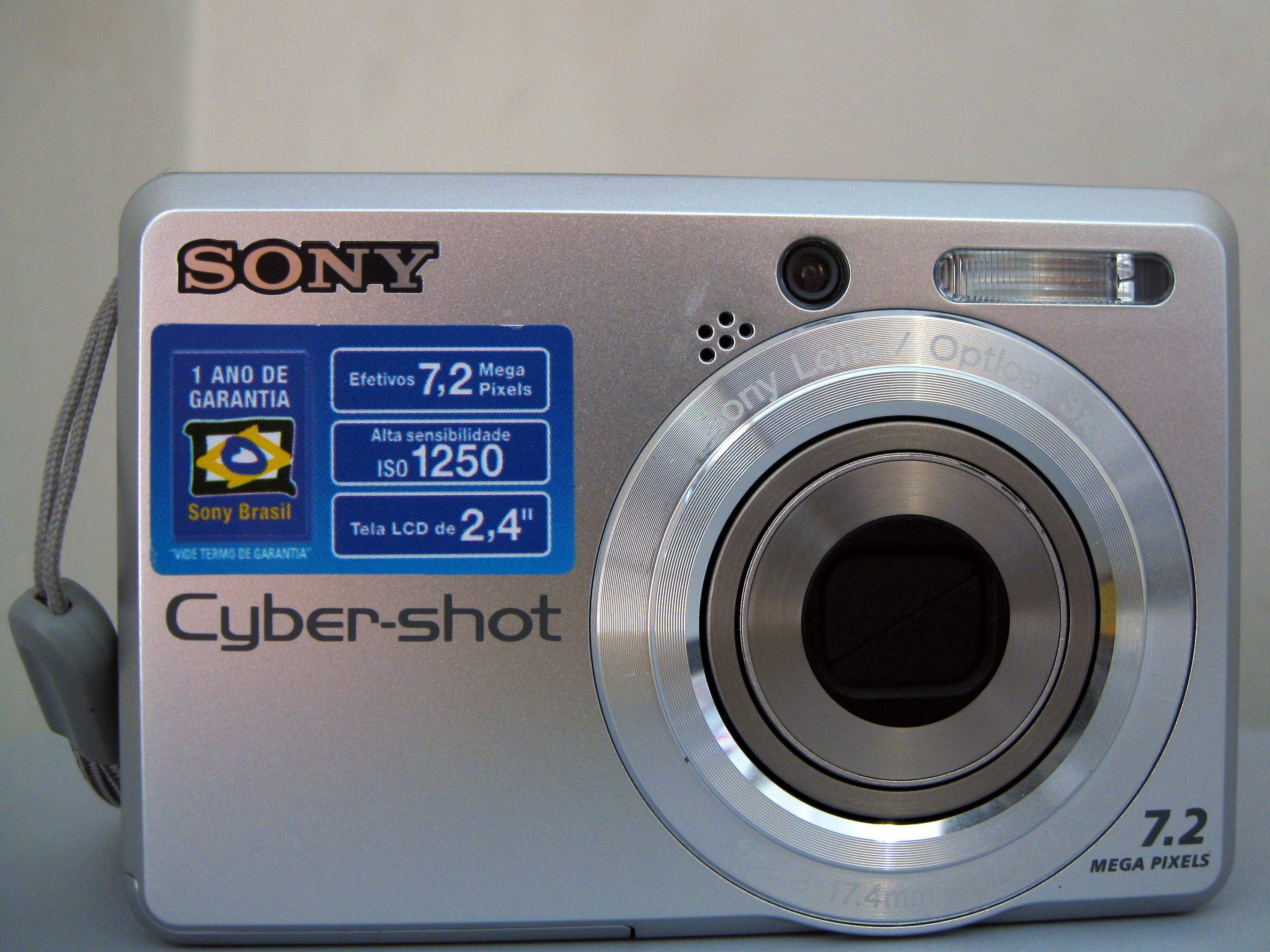
DSC-S730

### Sシリーズ
高画質と使い易さ、さらなるスタミナを追求して作られたシリーズ。モデルによってはMPEGによる動画撮影が可能だった。長時間バッテリー等、実用的な機種が多い。
- DSC-S70（2000年3月25日発売） - 有効324万画素、光学3倍ズーム。
- DSC-S30（2000年4月25日発売） - 有効202万画素、フリーアングル液晶モニターにより映像で確認しながらの自分撮りが可能。
- DSC-S50（2000年4月15日発売） - 有効202万画素、フリーアングル液晶モニターにより映像で確認しながらの自分撮りが可能。
- DSC-S75（2001年4月10日発売） - 有効324万画素、光学3倍ズーム。
- DSC-S85（2001年6月28日発売） - DSC-S75の上位モデル。有効398万画素、光学3倍ズーム。
- DSC-S40（2005年4月15日発売） - 有効410万画素、光学3倍ズーム。

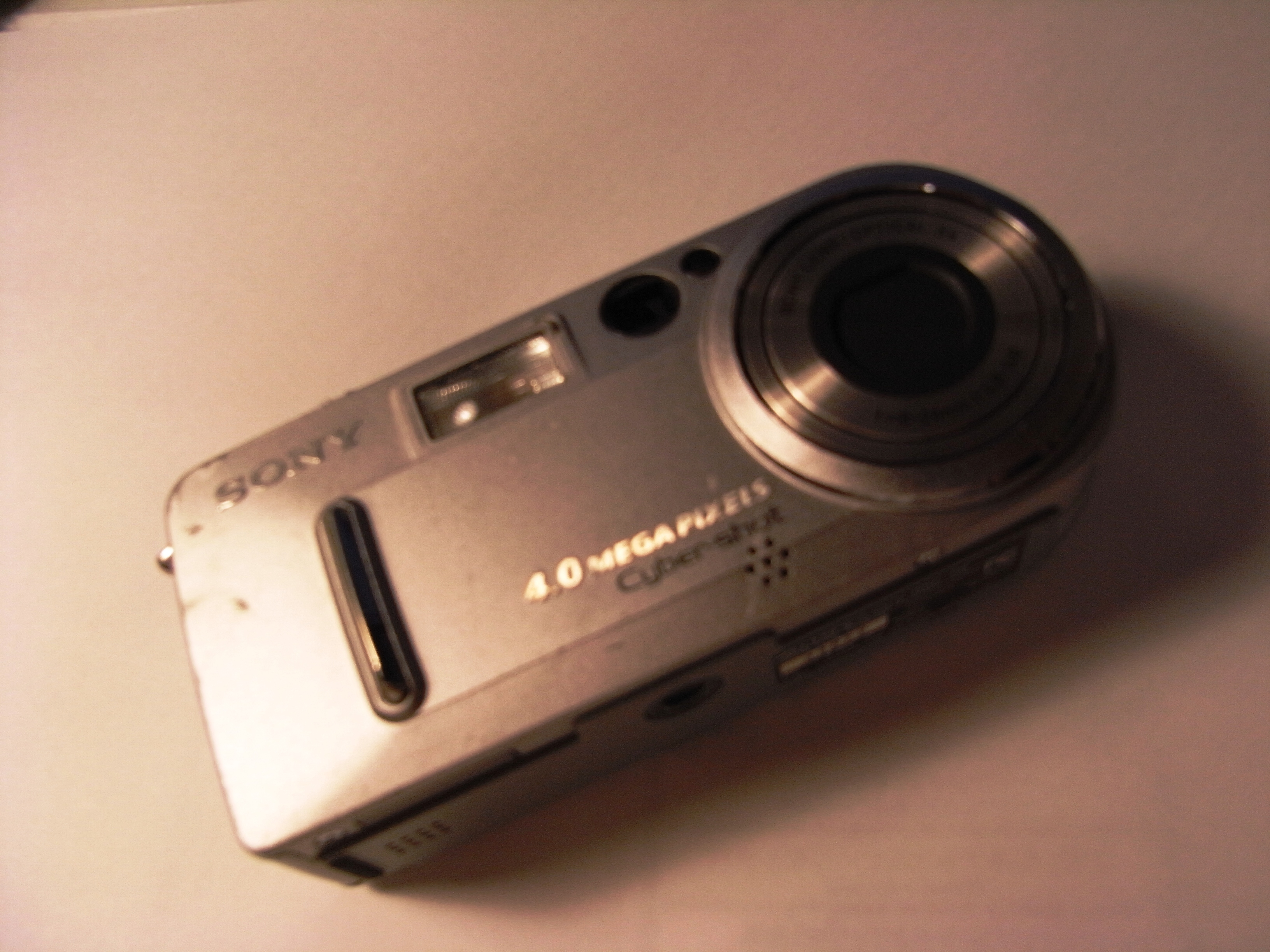
DSC-P9

### Pシリーズ
「Play」「Pocket」の略。サイバーショットの名を広めたシリーズで、横長の独特なフォルムが特徴。サイバーショットといえば、未だにPシリーズを連想する消費者も多い。
- DSC-P1（2000年10月20日発売） - 初代Pシリーズ。有効321万画素。光学3倍、静止画のみデジタル6倍ズーム。PlayStation 2と連携できるピクチャーパラダイス規格に対応。大ヒットを記録して同シリーズ中最も販売台数が多くなり以降サイバーショットの名が一般に広がった。水深30mの水中でも撮影可能となる防水ケース、「マリンパック」が純正オプションとして設定されている。
- DSC-P30（2001年4月10日発売） - 有効125万画素。レンズは光学3倍ズーム。電源は乾電池。
- DSC-P50（2001年4月10日発売） - 有効202万画素。レンズは光学3倍ズーム。電源は乾電池。
- DSC-P20（2001年8月31日発売） - Pシリーズの最下位モデル。有効111万画素。レンズは単焦点、デジタル3倍ズーム。電源は乾電池。
- DSC-P3（2001年10月4日発売） - DSC-P5の下位モデルとして登場した。有効282万画素。レンズはデジタル3倍ズーム。
- DSC-P5（2001年10月4日発売） - 大ヒット機DSC-P1の後継。有効321万画素。レンズは光学3倍ズーム。
- DSC-P31（2002年3月20日発売） - 有効200万画素。レンズは単焦点、デジタル3倍ズーム。電源は乾電池。
- DSC-P71（2002年3月20日発売） - 有効320万画素。レンズは光学3倍ズーム。電源は乾電池。
- DSC-P9（2002年4月25日発売） - 有効400万画素。レンズは光学3倍ズーム。
- DSC-P2（2002年6月8日発売） - 有効200万画素。レンズは光学3倍ズーム。サイバーショット最多のスパークルホワイト・コズミックブルー・ブラック・シルバー・ライラックピンク・パールブルーの6色展開。
- DSC-P7（2002年7月18日発売） - DSC-P5の後継。有効320万画素。レンズは光学3倍ズーム。DSC-P9が「暗い」と評判悪かったのに対し、同じCCDの大きさで、あえて320万画素に抑えた後発のこの機種はP9より評価が高かった。
- DSC-P72（2003年3月14日発売） - 有効320万画素。レンズは光学3倍ズーム。電源は乾電池。
- DSC-P8（2003年3月21日発売） - DSC-P2の後継。有効320万画素。レンズは光学3倍ズーム。
- DSC-P32（2003年3月21日発売） - 有効320万画素。レンズはスマートズーム（単焦点）。電源は乾電池。
- DSC-P10（2003年4月25日発売） - Pシリーズのフラッグシップ。有効510万画素、光学3倍ズーム。DSC-P7/P9の後継。
- DSC-P92（2003年5月16日発売） - 有効510万画素。レンズは光学3倍ズーム。電源は乾電池。
- DSC-P100（2004年4月29日発売） - DSC-P10の後継。より薄型になり、バッテリーの持続時間も延びた。
- DSC-P43（2004年5月14日発売） - 有効410万画素。電源は乾電池。
- DSC-P73（2004年5月28日発売） - 有効410万画素。レンズは光学3倍ズーム。電源は乾電池。
- DSC-P150（2004年9月17日発売） - 有効720万画素。レンズはカール・ツァイス光学3倍ズーム。
- DSC-P200 - Pシリーズ最終モデルでソニースタイル限定モデルとなった。有効画素720万画素。画面サイズは2.0型でレッドとシルバーの二色を選択できた。

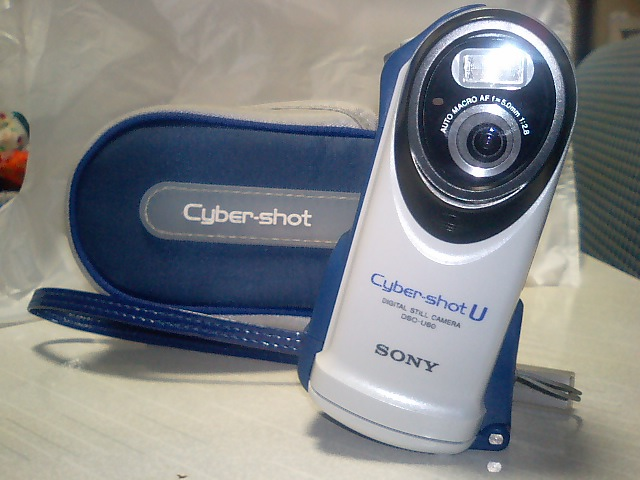
DSC-U60

### Uシリーズ
手のひらサイズを目指したシリーズで、他のサイバーショットにはない機能面やデザインでのアプローチも強い。DSC-U60はその典型ともいえ、本体を片手で斜めに握って撮影するというユニークで小型かつ機能的なデザインと、サイバーショット唯一の防水、防塵デジタルカメラであったことが人気を呼び、ヒット商品となった。
全てのモデルで単焦点レンズと1.0型カラー液晶を搭載し、DSC-U20以降のモデルは全て有効200万画素。単4ニッケル充電池2本で動作する。
- DSC-U10（2002年7月20日発売） - 84.5×39.8×28.6mm（幅×高さ×奥行き）、重さ118gでDSC-P2の約半分の体積。有効130万画素。カラーバリエーションは3色。
- DSC-U20（2002年12月7日発売） - DSC-U10の上位版。有効200万画素。形状は全く同じだがカラーリングがメタリック調の表面仕上げに変更された。
- DSC-U30（2003年6月27日発売） - レンズバリア部に自撮り用小型ミラーを搭載し、液晶輝度を改善したDSC-U20のマイナーチェンジ版。重さ123g。6色のカラー展開が特長。
- DSC-U60（2003年6月27日発売） - 片手で持ちやすいグリップ型。水深1.5mまでの水中撮影に対応、青みを軽減する水中専用の撮影機能が用意され、シリーズ唯一の防水防塵製品。カラーは1色のみ。
- DSC-U50（2003年9月19日発売） - 前方向120°後ろ方向90°まで回転可能な回転レンズ機構を採用。本モデルからメモリースティックDuoが採用され、またアルカリ乾電池に正式に対応した。
- DSC-U40（2003年11月14日発売）- アルカリ乾電池対応、ミラー廃止やボタン配置等、全面的に形状変更し、メモリースティックDuo採用で薄型軽量化したDSC-U30のマイナーチェンジ版。カラーは4色。

### Vシリーズ
マニュアル撮影を意識して、アクセサリシューや絞り羽根などを搭載する現行のHシリーズ相当の中型機。より高級志向であり、ホログラフィックAFやナイトショット機能なども備える。
- DSC-V1（2003年5月23日発売） - 有効510万画素。レンズはバリオゾナーで光学4倍ズーム。
- DSC-V3（2004年11月5日発売） - 有効720万画素。レンズはバリオゾナーで光学4倍ズーム。

### T/TX/TFシリーズ
Tは「Thin」の略で、全機種レンズが飛び出さない薄型の外観が特徴。2004年ごろからPシリーズに代わり主力となっている。2006年以降は光学3倍ズーム系と5倍(当初は3倍)ズーム系に分かれており、単発機種も数機種存在する。T50、T70、T200、T2、T300にNシリーズ同様のタッチパネル液晶が採用され、現行機種は全機種タッチパネル採用。T70、T200から16：9のワイド液晶、スマイルシャッターなどが搭載された。2.5型液晶ディスプレイのコンパクトタイプと、3.0型〜3.5型液晶ディスプレイを搭載するなど機能を若干強化したタイプがある。
- DSC-T1（2003年11月21日発売） - 初代Tシリーズ。液晶は2.5型。有効510万画素。「小型・薄型・大画面液晶」タイプのコンパクトデジタルカメラの先駆けとなり、以降他社も追随することになった。
- DSC-T11（2004年4月29日発売）
- DSC-T3（2004年10月15日発売） - DSC-T1の後継。T1より最大15パーセント薄型化した。液晶は2.5型。
- DSC-T33（2005年1月23日発売） - 有効画素数は510万画素。液晶は2.5型。
- DSC-T7（2005年4月15日発売） - 薄さ9.8mmの超薄型モデル。有効画素数は510万画素。
- DSC-T5（2005年9月9日発売） - スタイリッシュなデザインのモデルで有効画素数は510万画素。液晶は2.5型。
- DSC-T9（2005年11月18日発売） - DSC-T3の後継。液晶は2.5型。
- DSC-T30（2006年4月21日発売） - DSC-T9の上位モデルとして追加、有効画素数が600万画素から720万画素に、液晶画面は2.5型から3型になった。
- DSC-T10（2006年8月25日発売） - 液晶は2.5型。
- DSC-T50（2006年10月13日発売） - DSC-T30にタッチパネルが追加されたモデル。液晶は3型。
- DSC-T100（2007年3月9日発売） - DSC-T50の後継。光学ズームが3倍から5倍になり、有効画素数も720万画素から810万画素になった。タッチパネルは省略された。顔検出機能の「顔キメ」が追加されたほか、1080iの静止画ハイビジョン出力に対応した。また、同社の一眼レフカメラのαシリーズに使われている画像処理エンジン「BIONZ」が新たに採用された。なおこのモデルでは、充電式電池がそれまで使われていたインフォリチウム形式ではなく、通常のリチウムイオン形式に変更された。
- DSC-T20（2007年4月6日発売） - DSC-T10の後継。顔検出機能の「顔キメ」が追加されたほか、1080iの静止画ハイビジョン出力に対応した。また、同社の一眼レフカメラのαシリーズに使われている画像処理エンジン「BIONZ」が新たに採用された。液晶は2.5型。
- DSC-T70（2007年9月21日発売） - DSC-T20の後継。「スマイルシャッター」が新たに搭載された。液晶は2.5型。
- DSC-T200（2007年9月21日発売） - DSC-T100の後継。これまでのTシリーズの中で最大の3.5型ワイド液晶でタッチパネルを搭載している。ピント合わせや、顔検出などに効果を発揮する。また撮った画像に付属のペイントペンでスタンプや文字をペイントでき、写真を飾るフレームも付けられる。3.5インチのワイド液晶を搭載するため、4:3や3:2の画像サイズで撮影した写真も「ワイドズーム表示」機能でフル画面表示できる。新機能として「スマイルシャッター」搭載。
- DSC-T2（2007年11月発売） - 4GBメモリー内蔵。
- DSC-T300（2008年3月7日発売） - DSC-T200の後継。スマイルシャッターに大人と子供を自動判別する機能、おまかせシーン認識が追加された。光学ズーム5倍。
- DSC-T77（2008年9月5日発売） - DSC-T70の後継。光学手ぶれ補正搭載デジタルスチルカメラとしては世界最薄の13.9mmの本体を採用。前機種にも搭載されていた「おまかせシーン認識」と「スマイルシャッター」を強化している。液晶は2.5型。
- DSC-T700（2008年9月5日発売） - DSC-T300の後継。従来機に比べ4倍の高詳細なエクストラファイン液晶を採用。内蔵メモリも4GBと強化された。ただし光学ズームが4倍にダウンしている。
- DSC-T500（日本未発売） - H.264形式の動画撮影機能を備える。

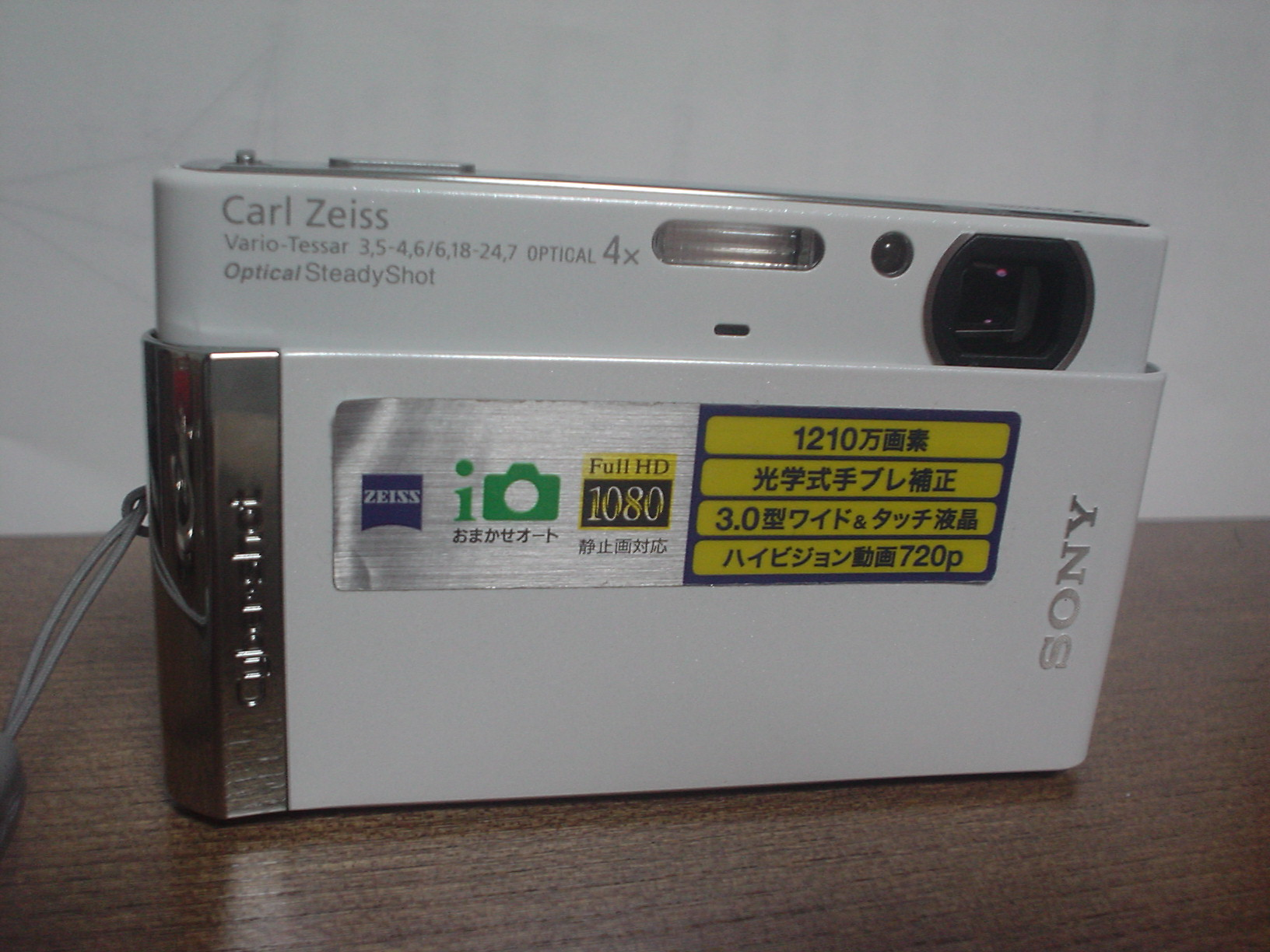
DSC-T90

- DSC-T90（2009年3月13日発売） - DSC-T77の後継。有効画素数は1210万画素、液晶は3型ワイドタッチパネル、ハイビジョン動画720p。
- DSC-T900（2009年3月13日発売） - DSC-T700の後継。エクストラファイン液晶採用。大容量内蔵メモリは廃止され、通常の内蔵メモリとなった。そのかわり、ハイビジョン動画(720p)撮影機能が搭載され音声もステレオ録音できる。
- DSC-TX1（2009年9月4日発売） - これまでのCCDではなく、裏面照射型CMOS・Exmor Rを採用。同社のCCDに比べ高速処理と低ノイズ化、高速連写で低ノイズな画像を作る手持ち夜景モード等を搭載。また、WX1と共通オプションでカメラが自動的にパン・チルト・ズームしながら構図を決めどんどん撮影するパーティーショットにも対応。
- DSC-TX5（2010年3月5日発売） - TX1同様Exmor Rを採用。IPX8相当の防水性能、JIS/IEC保護等級5相当の防塵性能、米国国防軍用規格に準拠した高さ1.5mからの耐落下衝撃性能、-10度までの耐低温性能を搭載。DSC-U60以来の防水モデルとなる。「人物ブレ軽減」「スイングパノラマ」「逆光補正HDR」にも対応。ただし、先に発売されたTX7と比べてパーティーショットが使用不可、内蔵マイクがモノラル、動画撮影が720pまでと言う違いがある。SD/SDHCカードにも対応。
- DSC-TX7（2010年2月5日発売） - TX1同様Exmor Rを採用。液晶画面が3.5型に拡大し、フルHDのAVCHD撮影に対応。TransferJet機能付きメモリースティックPROHGDuoに対応し、カメラに装着することにより同機能対応の機器と簡単にデータのやりとりができる。オプションのパーティーショット向け機能として、TX1及びWX1では対応できなかった、任意のタイミングで撮影を指示できるオーダー撮影に対応した。SD/SDHC/SDXCカードにも対応。
- DSC-TX9（2010年8月7日発売） - DSC-TX7の後継。同時発表のDSC-WX5と共に3Dスイングパノラマ撮影とスイングマルチアングル撮影に対応した。また、Exmor Rの画素数が1220万画素にアップしている。また、これまでの「手持ち夜景」「逆光補正HDR」「人物ぶれ軽減」は自動シーン認識による「プレミアムおまかせオート」機能に統合され、肌を明るく見せる「美肌モード」と2枚撮りで被写体の背景をぼかす「背景ぼかしモード」も搭載された。また、オプションのパーティーショット向け新機能として、「パノラマオーダー撮影」が利用可能になった。TransferJetにも別途オプションで対応する。SD/SDHC/SDXCカードにも対応。
- DSC-T99（2010年8月7日発売）,T99D（2010年8月20日発売） - DSC-T90の後継。美肌モード搭載と別途オプションによるTransferJet転送に対応した。T99Dはデザインを施したモデル。レンズは光学5倍ズームのバリオテッサー。SD/SDHC/SDXCカードにも対応。
- DSC-TX100V（2011年3月4日発売） - DSC-TX9の後継。Exmor Rが1620万画素に進化し、ソニーのデジカメでは初めての有機ELタッチパネルを搭載。動作撮影はフルハイビジョン60p・AVCHD記録に対応。一回の撮影で自動的に3D画像を生成する3D静止画機能も搭載した。HX7V,9V同様GPSも搭載する。レンズは光学4倍のカールツァイス バリオ・テッサー。また、この機種を含む春モデルの一部機種は、USBからの充電及びオプションのTransferJet、新型パーティショットにも対応する。
- DSC-TX10（2011年3月4日発売） - DSC-TX5の後継。TX5同様、防水・防塵・耐落下・耐低温性能が特徴。動画記録はフルハイビジョン60iのAVCHDに対応。液晶が3型のワイド液晶になっている。それ以外の性能はTX100Vに準拠する。
- DSC-T110（2011年3月4日発売） - DSC-T90の後継。3型ワイドのタッチパネルを搭載。
- DSC-TX55（2011年9月9日発売） - 手ぶれ補正機能を搭載する5倍ズーム機で世界最薄をうたっている。デジタルズームでありながら、10倍光学ズーム並の画質で撮れる全画素超解像技術を採用。また、本機では記録媒体がメモリースティックマイクロもしくはマイクロSDカードに変更された。タッチパネルは静電容量式で、有機EL。動画撮影はフルハイビジョン60iのAVCHD。レンズは、光学5倍のカールツァイス バリオ・テッサー。
- DSC-TX66（2012年3月9日発売） - DSC-TX55の後継であり、画素数が1820万画素、最大ISOが12800に対応となった。最薄部12.2ミリと「サイバーショット史上最薄」をうたう。
- DSC-TX300V（2012年3月9日発売） - 防水に加えTransferJet・無線LAN・非接触充電機能・防塵・耐低温機能を備えた。スマートフォン連携機能を備え、「PlayMemories Mobile」を使い転送が可能。内蔵の無線LAN機能を使い、PCへ自動保存する機能も備える。Exmor Rは1820万画素になり、プレミアムおまかせオートでもISO12800での撮影が可能になった。内蔵のGPSはログ機能にも対応する。動作撮影はフルハイビジョン60p・AVCHD。
- DSC-TX20（2012年4月9日発売） - TX10の後継。Exmor Rの画素数は前機種と同じだが、全画素超解像に対応し8倍ズーム相当の撮影が可能になった。また、動画撮影時の手ぶれ補正機能であるアクティブモードが追加された。
- DSC-TF1（2013年1月25日発売） - タフネスに特化した新シリーズ。これまでTXシリーズ(TX5,TX10)に採用されてきた物よりも防水10m、耐低温-10度、耐衝撃1.5mと強化され、外装もアクティブな用途を意識した物になり、手袋をした状態でも操作しやすい操作体系に変更された。センサーは1600万画素のCCD、動画は720pまで。
- DSC-TX30（2013年4月5日発売） - 防水機能搭載で世界最薄を実現。レンズは光学5倍のカールツァイス バリオ・テッサー。約1cmまで近寄れる「拡大鏡プラス」を搭載し、デジタルズーム併用で最大15倍相当で撮れる。同モード時に使用するLEDライトをリング両側に搭載し、被写体が暗くなるのを防ぐ。防水性能はIPX8で、水深10mで60分までの撮影が可能。IP6Xの防塵機能、1.5mからの落下テストもクリア。

### W/WXシリーズ
2004年から展開が始まった光学式ファインダーを搭載したカメラ機能を重視したシリーズ。当初はローエンドモデル中心の展開でバッテリーの持続時間等を中心にアピールしていたが、2007年頃より上位機種も登場し(コニカミノルタの事業売却の影響と思われる)、2008年モデルからはTシリーズに引けをとらない機能を備えている。
- DSC-W1（2004年5月21日発売） - 有効510万画素。液晶は2.5型。
- DSC-W5（2005年3月11日発売） - 有効510万画素で32MBの内蔵メモリーを搭載。液晶は2.5型。
- DSC-W7（2005年3月18日発売） - 有効720万画素で32MBの内蔵メモリーを搭載。液晶は2.5型。
- DSC-W30（2006年3月10日発売） - DSC-W5/DSC-W7の後継。

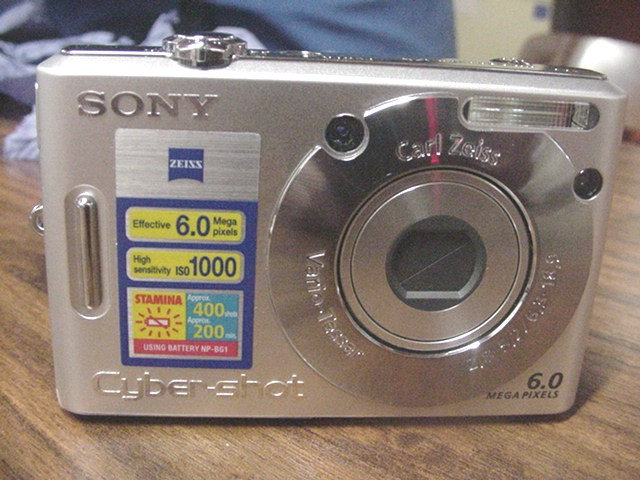
DSC-W30

- DSC-W50（2006年9月8日発売） - DSC-W30の後継。
- DSC-W35（2007年3月9日発売） - 当時の最廉価モデル。
- DSC-W80（2007年4月20日発売） - DSC-W50の後継。Wシリーズ初の光学手ブレ補正機構を備え、有効画素数が600万画素から720万画素になった。
- DSC-W120（2008年3月7日発売） - DSC-W80の後継。Wシリーズ初のスマイルシャッター搭載モデル。
- DSC-W170（2008年4月11日発売） - ソニーのデジタルカメラでは初となるライカ判相当広角28mmレンズを採用しているモデル。スマイルシャッターやおまかせシーン認識等、2008年5月時点でWシリーズの中で最も機能が充実しているモデル。レンズは非球面レンズ3枚とEDレンズ1枚を含む7群9枚、5〜25mmF3.3〜5.2。
- DSC-W110（2008年5月16日発売） - DSC-W35の後継。スマイルシャッター搭載、手ぶれ補正非搭載。
- DSC-W150（日本未発売）
- DSC-W200（2007年6月1日発売） - 当時世界初となる有効1210万画素の1/1.7型CCDを搭載している。さらに高い描写力を誇るカール・ツァイスレンズと、高性能画像処理エンジン「BIONZ」で高い解像力や豊かな階調表現などを出す。
- DSC-W300（2008年5月16日発売） - DSC-W200の後継。再び世界初となる有効1360万画素の1/1.7型CCDを搭載し、スマイルシャッター・おまかせシーン認識などの機能もDSC-W170並みに拡大された。
- DSC-W220（2009年3月13日発売） - DSC-W120の日本での後継。画素数が1,210万画素になったが、DSC-W270とちがい、HDムービー、おまかせオート、選択顔記憶、スマイルシャッターボタン、シーン認識中のスマイルシャッターといった新機能は搭載されない。この機種から光学ファインダーも搭載されなくなった。海外での型番DSC-W230。
- DSC-W230（日本未発売） - DSC-W120の海外での後継。DSC-W220の液晶が3インチ化したもの。
- DSC-W270（2009年3月13日発売） - DSC-W170の日本での後継。画素数が1,210万画素になり、720pのHDムービーが撮れるようになった。また、おまかせオート、選択顔記憶、スマイルシャッターボタン、シーン認識中のスマイルシャッターといった新機能も追加された。DSC-W220と同じく光学ファインダーは搭載されない。海外での型番DSC-W290。
- DSC-W290（日本未発売） - DSC-W170の海外での後継。DSC-W270の液晶が3インチ化したもの。
- DSC-WX1（2009年9月18日発売） - TX1同様、裏面照射型CMOS・Exmor Rを採用、パーティーショットにも対応。レンズにαでも使われるGレンズを採用した。非球面レンズ5枚を含む5群6枚、4.25〜21.25mmF2.4〜5.9。
- DSC-W350（2010年2月5日発売） - 非球面レンズ3枚を含む5群6枚バリオテッサー4.7-18.8mmF2.7〜5.7を採用。SD/SDHCカード対応。
- DSC-W320（2010年2月5日発売） - DSC-W350からHD720p撮影、スイングパノラマ、カメラ内レタッチ機能、光学式手ぶれ補正を省略したモデル。
- DSC-W380（2010年2月5日発売） - DSC-W350に非球面レンズ5枚を含む5群6枚4.25-21.25mmF2.4〜5.9のGレンズを採用。SD/SDHCカード対応。
- DSC-W350D（2010年4月23日発売） - DSC-W350に特別デザインとラインストーンを施したもの。マリンパック非対応。
- DSC-WX5（2010年8月7日発売） - DSC-WX1の後継。Wシリーズで初めてAVCHDのフルハイビジョン撮影（ステレオ録音）に対応。同時発売のDSC-TX9同様Exmor Rが1220万画素にアップ、3Dスイングパノラマとスイングマルチアングル撮影対応、本体にミニHDMI端子を搭載。「プレミアムおまかせオート」「背景ぼかしモード」「美肌モード」もTX9同様搭載された。TransferJetにも別途オプションで対応する。レンズはDSC-WX1同様光学5倍のGレンズ。SD/SDHC/SDXCカードにも対応。
- DSC-W570 / DSC-W570D / DSC-W530（2011年2月10日発売） - W3x0の後継。レンズは570と570Dが光学4倍、530は3.8倍のカールツァイス バリオ・テッサー。動画撮影機能は570が720pまで、530はVGAとなる。570Dは、570にラインストーンによる装飾を施したモデル。570/Dは新型パーティショットにも対応する。
- DSC-WX10（2011年3月4日発売） - DSC-WX5の後継。Exmor Rの画素数が1620万画素に引き上げられた。TX100V同様3D静止画機能も搭載。また、オートフォーカス時の合焦速度が最速0.1秒に引き上げられている。さらに、HX5V/H55に搭載されていた動画撮影時の手ぶれ補正機能であるアクティブモードも搭載した。マニュアル露出にも対応。動画撮影はフルハイビジョン60iのAVCHD。レンズは光学7倍のGレンズ。
- DSC-WX7（2011年2月10日発売） - WX10の兄弟機。WX10と比べてアクティブモード、マニュアル露出が割愛。また、AF合焦速度が違う。レンズは、光学5倍のカールツァイス バリオ・テッサー。
- DSC-WX30（2011年9月3日発売） - W/WXシリーズで初めて感圧式タッチパネルを採用。レンズは、光学5倍のカールツァイス バリオ・テッサー。TX55同様、光学10倍相当で撮れる全画素超解像技術を採用。動画撮影はフルハイビジョン60iのAVCHD。オプションのパーティショット向け新機能として、二回拍手をするとその方向にカメラが向いて撮影する「拍手でショット」、撮影後にカメラがくるっと180度回ってプレビューを表示する「ぐるっとプレビュー」機能が追加されている。
- DSC-W550（2011年9月9日発売） - W530の後継。同機と比べ、液晶モニターが3型に大型化された。それ以外の機能はW530に準ずる。
- DSC-W610 / DSC-W630（2012年2月3日発売） - W5x0の後継。610と630の違いは、630は光学式手ぶれ補正を搭載し、動画の手ぶれ防止機能であるアクティブモードも搭載する。また、光学ズームレンズが630はカールツァイスバリオテッサーの5倍なのに対し610はソニーのオリジナルレンズで4倍になっている。更に、動画撮影が630は720pまで対応なのに対し、610はVGAまでという違いもある。

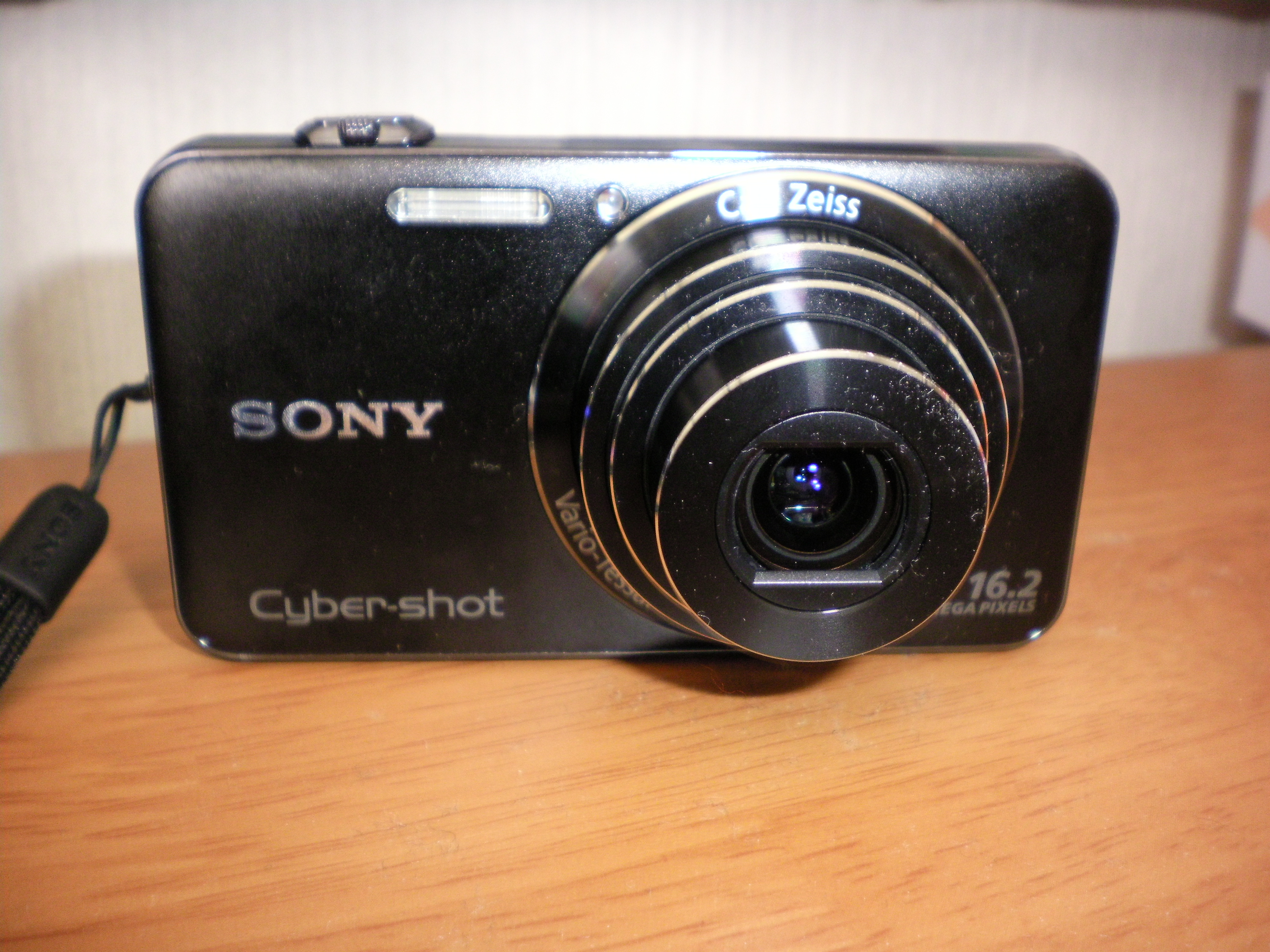
SONY　Cyber-shot　DSC-WX50

- DSC-WX50（2012年1月20日発売） - SONY　Cyber-shot　DSC-WX50WX7の後継。Exmor Rは前モデルと同じ画素数だが、高感度ノイズが1/6に低減された。最高感度もISO12800に上げられている。全画素超解像技術と動画の手ぶれ防止機能であるアクティブモードを搭載する。
- DSC-WX70（2012年2月17日発売） - 1月に発売されたWX50の上位機。WX50と比べて、液晶がタッチパネル式の3型エクストラファインになることの違いがある。それ以外の機能はほぼはWX50に準拠する。
- DSC-WX100（2012年3月16日発売） - 光学10倍ズームのGレンズを搭載しながら厚みを21.6ミリに抑えている。Exmor Rは1820万画素になり、プレミアムおまかせオートで最大ISO12800までの撮影に対応した。動画撮影時の手ぶれ補正はアクティブモードに加え、電子式手ぶれ補正の併用が可能になった。フルハイビジョン60i・AVCHD撮影にも対応。
- DSC-WX170（2012年8月3日発売） - WX100の後継。同機種よりも5g軽くなり、世界最小最軽量（10倍以上光学レンズ搭載機で）を引き継ぐ。同機と比較して液晶が3型エクストラファインのタッチパネル式になったが、同機に搭載されていたTransferJetオプション対応機能と3Dスイングパノラマ・3Dスイングマルチアングルは省かれた。それ以外の機能はほぼWX100に準拠する。
- DSC-WX60（2013年1月25日発売） - WX50の後継。光学8倍のカールツァイスバリオテッサーを採用し、スイングパノラマが360度対応になった。また、動画とパノラマにもピクチャーエフェクトが可能になっている。肌をなめらかにしたり目を大きくしたり出来るビューティーエフェクトにも対応する。同社のブラビア等に今後搭載される「トリルミナスディスプレイ」に対応した広色域の「トリルミナスカラー」にも対応。
- DSC-W730（2013年1月25日発売） - W630の後継。位置的にはWX60の下位モデル。同機と比べてセンサーがExmorRではなくCCDに、連写速度が1秒/枚にダウン、動画は720pまで、感度はISO3200までとなっている。それ以外の特徴はほぼWX60に準ずる。
- DSC-WX200（2013年1月25日発売） - WX100の後継。光学式手ぶれ補正が進化し、ジャイロセンサーが液晶画面では気付きにくい手ぶれも補正、WX100と比べて4倍手ぶれに強くなった「新ピタッとズーム」を搭載。プレミアムおまかせオートは、暗い場所での被写体ブレに強いモードが追加されて計44パターンに増加。また、WXシリーズで初めてWi-Fiを搭載し、スマートフォンにPlayMemories Mobileを入れることで写真の転送やシャッター指示が可能。同日発売のWX60同様、「トリルミナスカラー」にも対応する。レンズは光学10倍（超解像併用で最大20倍）のGレンズ。
- DSC-WX300（ホワイト・ブラック：2013年3月15日発売、レッド、ブラウン、ブルー：4月5日発売） - WX200の上位モデル。従来のWXシリーズより一回りサイズが大きい新ボディを採用。20倍以上の光学レンズ搭載機では世界最小・最軽量をうたう。レンズは光学20倍のGレンズ。HX30Vと比べ、20倍の最大ズーム時で約2倍手ぶれしにくくなった。AFの合焦速度も、最速0.14秒、望遠側でも0.17秒と約3.6倍に高速化。それ以外の機能はほぼWX200に準ずる。大容量のバッテリーを採用しているため、WX200と比較して電源持続時間が倍以上となっている。
- DSC-WX350（2014年3月7日発売） - WX300の後継。画像処理エンジンがBIONZ Xになったことで画質が向上し、オートフレーミング機能にも対応した。NFCにも対応する。レンズ及びイメージセンサーはWX300に準ずる。
- DSC-WX220（2014年3月7日発売） - WX200の後継。画像処理エンジンがBIONZ Xになったことで画質が向上し、オートフレーミング機能やロックオンAFにも対応した。NFCにも対応する。レンズ及びイメージセンサーはWX200に準ずる。WX500の発売と入れ替わりで生産中止となり、系列が途絶えた。
- DSC-W810（2014年3月7日発売） - W730の後継。春モデルのHX/WXシリーズと異なりBIONZ Xは搭載せず、手ブレ補正は電子式のみの対応。
- DSC-WX500（2015年6月5日発売） - WX350の上位モデル。光学30倍ズームレンズを搭載したモデルとして世界最小を謳うモデルで、RXシリーズのRX100系統に近いサイズになっている。レンズが、WX350ではGレンズだったのが光学30倍のカールツァイスバリオ・ゾナーT*になっている。液晶が180度チルトし、自分撮りが楽になった。これまでのWXシリーズでは撮影時の絞りとシャッタースピード設定はオートのみだったが、撮影者がパラメータを指定する「絞り優先」「シャッタースピード優先」「マニュアル露出」モードが選べるようになった。同時発表・発売のHX90V同様XAVC-Sに対応し、PlayMemories CameraAppsにも対応する。
- DSC-W830（2017年10月13日発売） - W810の後継。同機と比べて、レンズがZEISS バリオ・テッサー8倍光学ズームレンズに変更になった。また、手ブレ補正も光学補正が追加になり、動画撮影時のアクティブモードも追加、撮影フォーマットもMP4に変更になった。
- DSC-WX800（2018年11月9日発売） - WX500の後継かつ同日発売のWX700の上位機。同日発売のHX99同様、レンズにZEISS Vario-Sonnar T*24-720mmを搭載し、全画素読み出しによる高解像4K動画撮影が可能。HX99との違いは、ファインダーが無いこととそれに伴うタッチパッド機能の削除、RAW撮影及びグリップの有無。
- DSC-WX700（2018年11月9日発売） - WX500の後継かつ同日発売のWX800の下位機。オンラインストア販売限定。WX800との違いは、液晶がタッチパネルではないこと。それ以外の特徴はWX800に準ずる。

### Lシリーズ
手のひらサイズの小型スタイリッシュモデルで、Uシリーズを若干大型化し光学ズームレンズを搭載したようなシリーズ。1機種で発売が途絶えた。
- DSC-L1（2004年11月5日発売） - 有効410万画素、光学3倍ズーム。カラーはプラチナシルバー・ワインレッド・スターダストブルーの3色でバリオテッサーレンズを搭載し上位モデルと同等の高画質を実現。

### Mシリーズ
タテ型のムービーカメラ。三洋電機のXacti対抗モデル。
- DSC-M1（2004年11月19日発売） - 1/2.4型有効510万画素。レンズはバリオテッサー6.7〜20.1mmF3.5〜4.4レンズを搭載。
- DSC-M2（2005年10月21日発売、カラーバリエーションのピンクのみ11月18日発売） - 1/2.5型有効510万画素。レンズは光学3倍ズーム、バリオテッサー。

### MDシリーズ

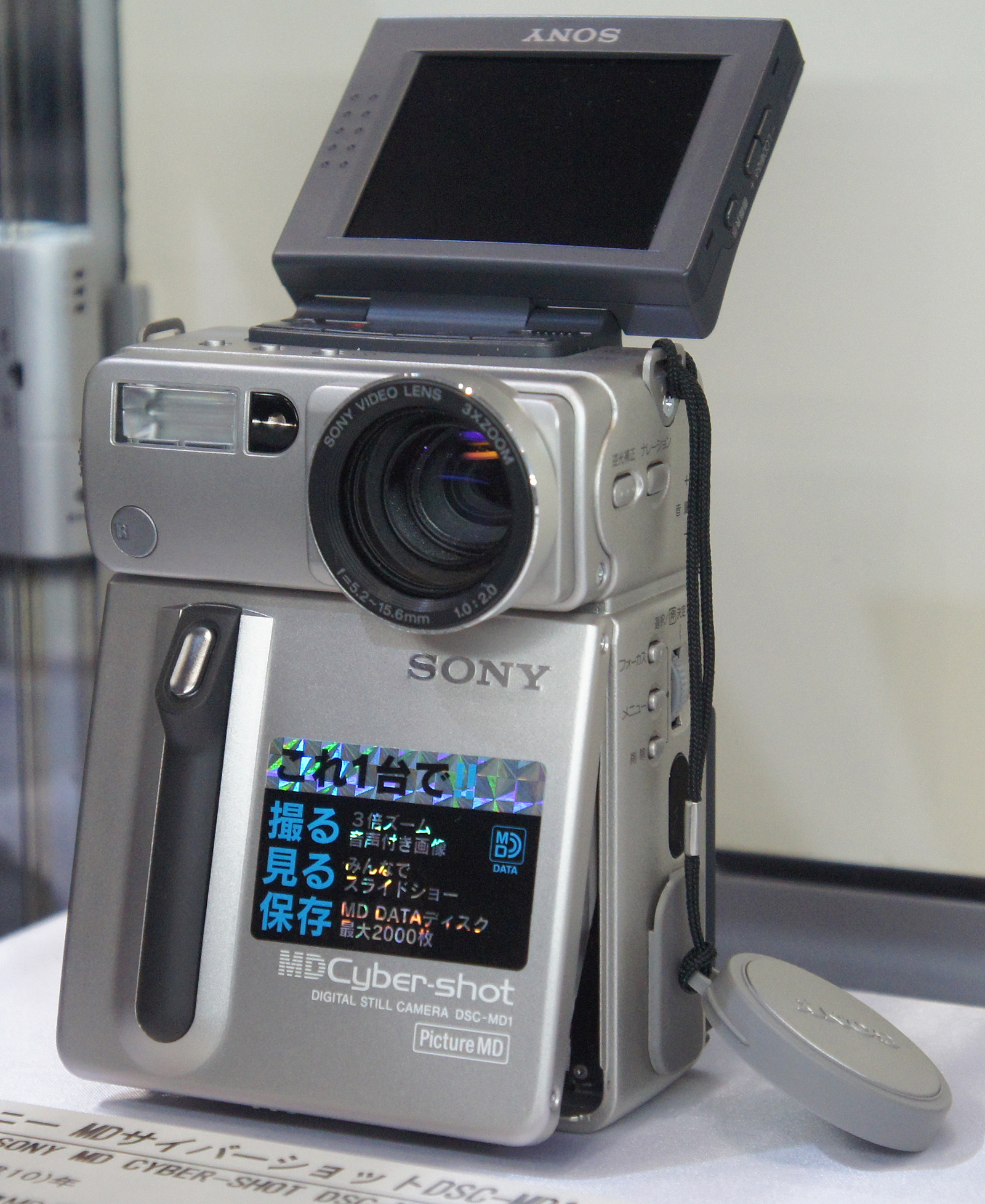
DSC-MD1

記録媒体にMD DATA（ミニディスク データ）を用いたモデル。1機種のみが発売された。
- DSC-MD1（1997年12月1日発売） - “MDサイバーショット”の商品名で発売。1/3インチ35万画素CCD、f=5.2〜15.6mm 3倍ズームレンズ搭載、2.5インチTFT液晶搭載。音声のみの記録も可能で、MDレコーダーとしても使用できる。

### H/HXシリーズ
「Hi-zoom」の略。当初は高倍率ズームの大型モデルがラインナップされていたが、2007年発売のDSC-H3よりは高倍率コンパクトモデルも発売され、以後は大型レンズ搭載の大型機と高倍率コンパクト機の2ラインナップとなっている。2009年発売のモデルよりは撮像素子がCCDからCMOSとなり、型番が「H*」から「HX＊」となった（一部例外機種あり）。
2014年3月現在、RXシリーズに次ぐハイエンドモデルである。

#### 高倍率大型モデル

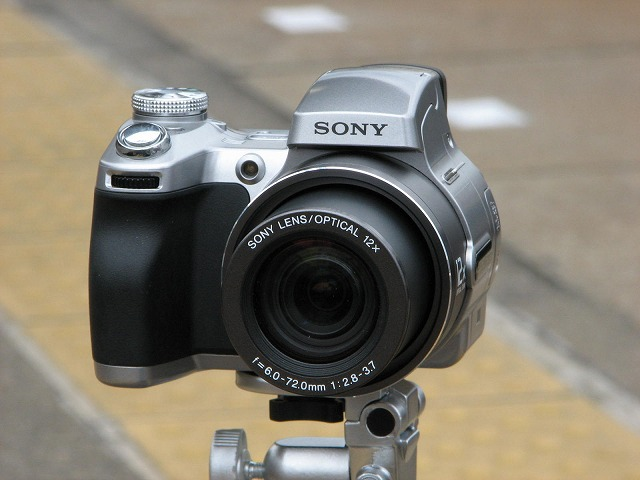
DSC-H1

- DSC-H1（2005年6月17日発売） - 初代Hシリーズ。有効画素数は510万画素で光学ズームは12倍、デジタルズーム20倍以上、別売コンバーションレンズを用いると光学ズーム20倍も可能。液晶は2.5型。手ぶれ補正機構も搭載された。動画撮影はMPEG撮影によって音声付きで可能。なお本モデルのレンズは「カール・ツァイス」ブランドではない。発売時の呼び名は「ズームサイバーショット」。
- DSC-H5（2006年5月19日発売） - DSC-H1の後継。CCDの有効画素数が720万画素になり、液晶画面が3型に大型化された。「カール・ツァイス」ブランドのレンズが新たに搭載。
- DSC-H7（2007年4月27日発売） - DSC-H5の後継。有効画素数が810万画素に、光学ズームが15倍となった。
- DSC-H50（2008年5月16日発売） - DSC-H7の後継。液晶画面が2.5型から3.0型に、有効画素数が810万から910万画素になった。

- DSC-HX1（2009年4月24日発売） - HシリーズからHXシリーズとなった1号機。高級レンズであるGレンズをサイバーショットシリーズで初めて搭載。高速読み出しのCMOSセンサー・Exmorにより、フルサイズ（910万画素）での秒間10枚の高速連写を実現。1080/30Pのハイビジョン動画撮影機能と、連続撮影しながら自動的にパノラマ画像を合成することが可能な「スイングパノラマ」機能を搭載。
- DSC-HX100V（2011年4月8日発売） - HX1の後継。カールツァイス バリオゾナーT*30倍ズームレンズを搭載し、HX9V同様スイングパノラマHRモードを搭載。シーン認識機能が、動画撮影時にも対応するようになった。アクティブモードはHX9V同様三方向補正対応に。動画撮影はHX9V,TX100V同様フルハイビジョン60pに対応する。
- DSC-HX200V（2012年3月9日発売） - HX100Vの後継。レンズは前機種と同じ。春モデルのHXシリーズの中で唯一全画素超解像を搭載し、最大60倍相当での撮影が可能。GPSにはログ機能も搭載した。
- DSC-HX300（2013年3月8日発売） - HX200Vの後継。前方の大きなレンズ群側で手ぶれを補正する2群防振を採用。レンズは光学50倍のカール・ツァイス バリオ・ゾナーT*。動画撮影はフルハイビジョンのAVCHD2.0(60p)。別売りのリモコン三脚などが使用できるマルチ端子を装備した。なお、HX200VにあったGPS機能は削除されている。
- DSC-HX400V（2014年4月4日発売） - HX300の後継。HX300で割愛されていたGPS機能が復活し、画像処理エンジンは3月に発売されたHX60V同様BIONZ X。マルチインターフェースシュー、NFC、Wi-Fiも搭載する。それ以外はほぼHX300に準ずる。

#### 高倍率コンパクトモデル
- DSC-H3（2007年9月14日発売） - 従来とは違う路線の光学10倍ズームのコンパクトモデルの1号機。
- DSC-H10（2008年4月11日発売） - DSC-H3の後継。液晶画面が2.5型から3.0型になった。

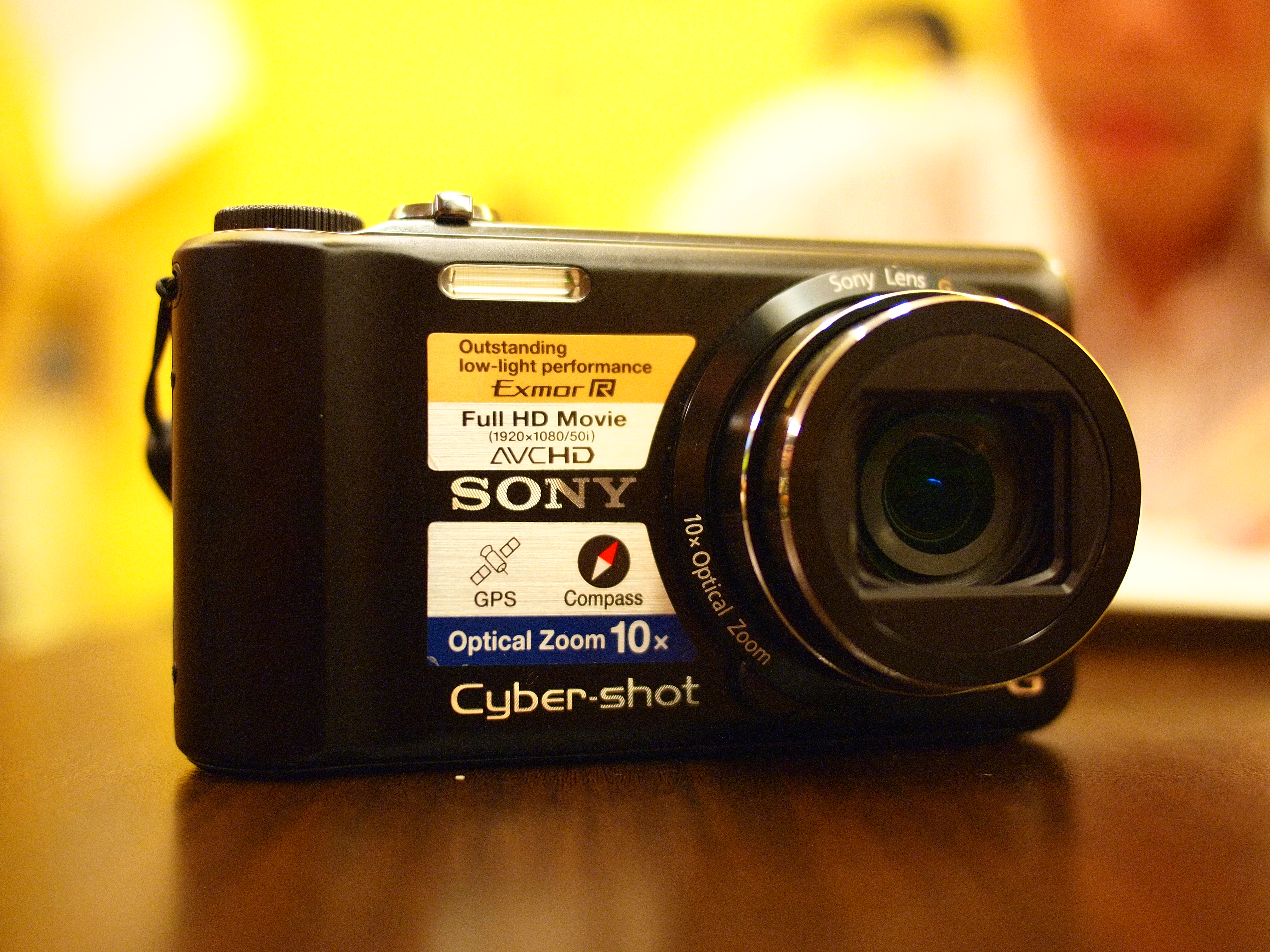
DSC-HX5V

- DSC-HX5V（2010年3月5日発売） - Exmor Rを採用。同時発表のTX7同様、フルHDのAVCHD撮影やTransferJet機能付きメモリースティックPROHGDuoに対応。動画撮影時の機能として、同社のハンディカムに搭載されている手ぶれ補正機能「アクティブモード」に対応。本体にGPSと電子コンパスを搭載。最高で3EVのダイナミックレンジを実現する逆光補正HDRも搭載した。前機種HX1同様、レンズはGレンズを採用。SD/SDHCカードにも対応。
  - DSC-H55（2010年6月4日発売） - DSC-HX5Vの兄弟機。光学10倍ズームのGレンズ搭載は同じだが、撮影素子をCCDに変更、GPSと電子コンパスの割愛、「手持ち夜景」「逆光補正HDR」「人物ブレ軽減」機能の削除、TransferJet非対応、動画撮影が720pまでとスペックダウンされている。アクティブモードは搭載。同機種からSDXCメモリーカードも正式対応。（2010年春モデルも同じく対応）
- DSC-HX7V（2011年2月10日発売） - HX5Vの後継。前機種同様光学10倍のGレンズと手ぶれ補正機能・アクティブモード・GPSを搭載。前機種に比べ、カラーバリエーションが大幅に増加した。
- DSC-HX9V（2011年3月11日発売） - HX7Vの上位モデル。光学16倍のGレンズを搭載し、動画撮影がTX100VやHX100V同様フルハイビジョン60p撮影に対応。スイングパノラマに、縦に構えて横に振って撮ることにより高詳細な画像が撮れるHRモードが追加された。WX10に搭載された0.1秒高速オートフォーカスも搭載する。また、アクティブモードがHX100V同様に回転軸方向も加えた三方向補正になった。
- DSC-HX10V（2012年3月16日発売） - HX7Vの後継機でHX30Vの下位モデル。HX30Vと比べ、ズームレンズが16倍ズームのGレンズに、無線LAN機能と電子水準器を省略している。また、動画撮影もフルハイビジョン対応だが60iになっている。
- DSC-HX30V（2012年3月16日発売） - HX9Vの後継。20倍ズームのGレンズに、更に電子水準器と無線LANを搭載。内蔵のGPSはログ機能にも対応した。TransferJetにもオプションで対応する。動画撮影はフルハイビジョン60p・AVCHD。

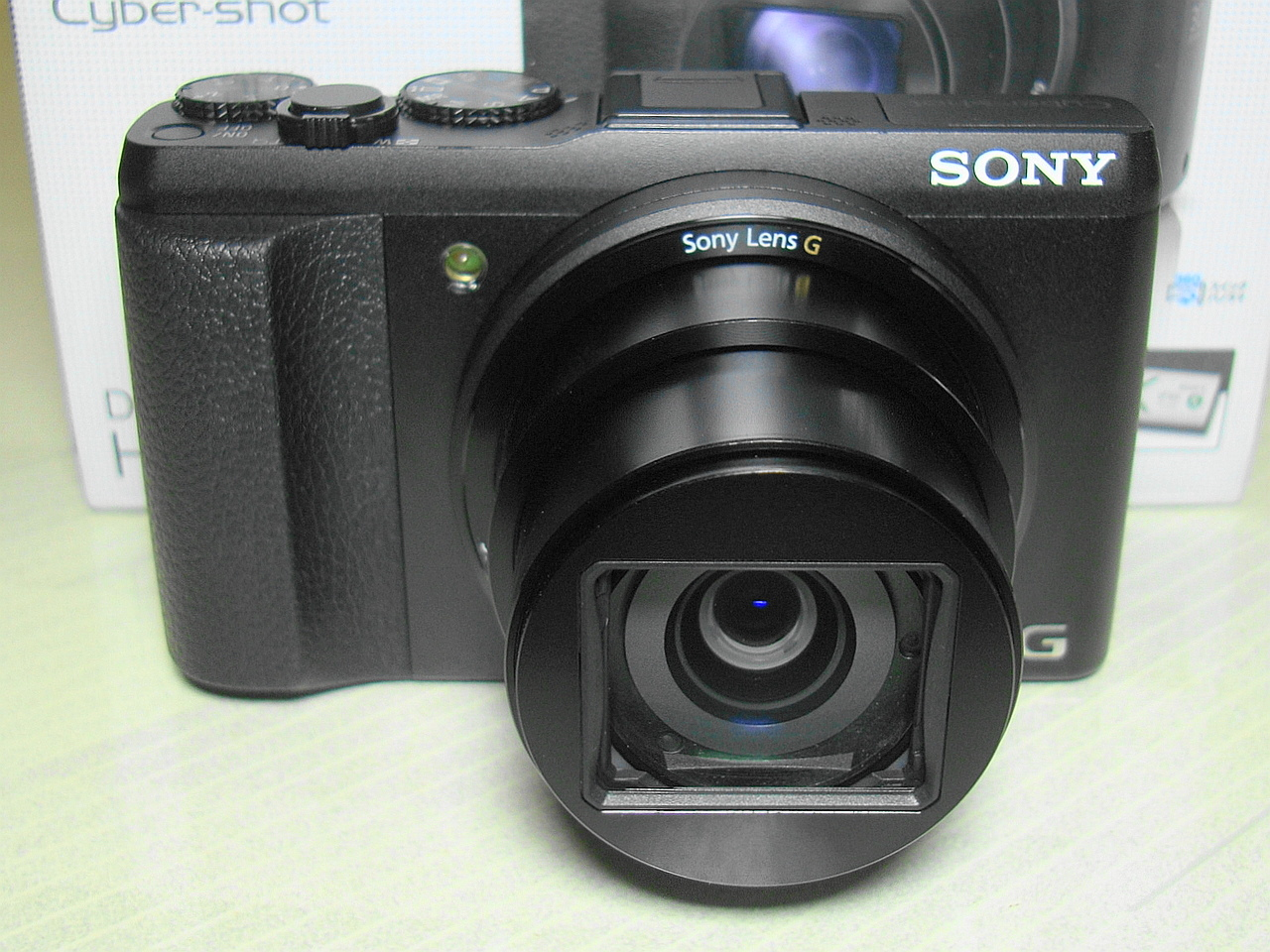
DSC-HX50V

- DSC-HX50V（2013年5月17日発売） - HX30Vの後継。30倍以上の光学ズーム搭載機として世界最小・最軽量を誇る。光学ズームが30倍になり、Exmor Rの画素数も2040万画素にアップ。シーン認識のプレミアムおまかせオートも、30Vに比べて44と増え、光学式手ブレ補正も同機種に比べて効果が2倍にアップした。新たに露出補正ダイヤルとマルチインターフェースシューが搭載され、α99及びDSC-RX1の同インターフェース採用の電子ビューファインダーやストロボ等が利用可能になった。バッテリーライフも前機種比で400枚と25%アップしている。WX300同様Wi-Fiも搭載し、リモートシャッター等にも対応する。
- DSC-HX60V（2014年3月7日発売） - HX50Vの後継。画像処理エンジンに、新開発のBIONZ Xを採用している。搭載するアクティブモードは、BIONZ Xにより手ブレを強力に補正する「インテリジェントアクティブモード」に進化した。Wi-Fiに加えてNFCも搭載し、PlayMemories Camera appsにも対応する。イメージセンサー及びレンズはHX50Vに準ずる。
- DSC-HX90V（2015年6月5日発売） - HX60Vの上位モデル。レンズが、HX60VではGレンズだったのが光学30倍のカールツァイスバリオ・ゾナーT*になっている。マルチインターフェースシューが省略された代わりに、RX100M3同様ポップアップする約63.8万ドットの「OLED Tru-Finder」を内蔵している。RX100M3搭載の物とは、ドット数が異なるのとZEISS T*コーティングが無いこと、引出時の電源連動機能の有無が異なる（HX90Vは非連動も可）。同時発表・発売のWX500同様XAVC-Sに対応し、PlayMemories CameraAppsにも対応する。
- DSC-HX99（2018年11月9日発売） - HX90Vの後継。有機ELファインダー「OLED Tru-Finder」とレンズにZEISS Vario-Sonnar T*24-720mmを搭載しながら、世界最小のコンパクトボディを実現。全画素超解像ズーム使用により最大1440mmでの撮影も可能。液晶はタッチパネル搭載の180度チルト可動式モニターになり、タッチシャッター及びファインダー使用時のタッチパッド操作も対応。NFC対応のPlayMemories Mobileからのワンタッチリモート（スマートリモコンアプリの自動起動）、光学ズーム時の倍率を14段階に固定できるステップズーム、全画素読み出しによる高解像4K動画、RAW方式記録にも対応した。

### Nシリーズ
「Neo」の略。3.0型タッチパネル液晶とマニュアルモードを搭載し、当時最高画素の1/1.8型CCDを採用した、先進性と機能を兼ね備えたシリーズ。現在はタッチパネルがTシリーズへ、マニュアルモードがWシリーズの上位機種へとそれぞれ引き継がれた。
- DSC-N1（2005年11月18日発売） - 800万画素。サイバーショット初のタッチパネル搭載機。
- DSC-N2（2006年10月13日発売） - DSC-N1の後継。画素数が1010万画素へ上がった。2007年秋に生産終了。

### R/RXシリーズ
- DSC-R1（2005年11月18日発売） - APS-Cサイズ有効1030万画素CMOSを搭載しサイバーショットの最上位モデルであった。

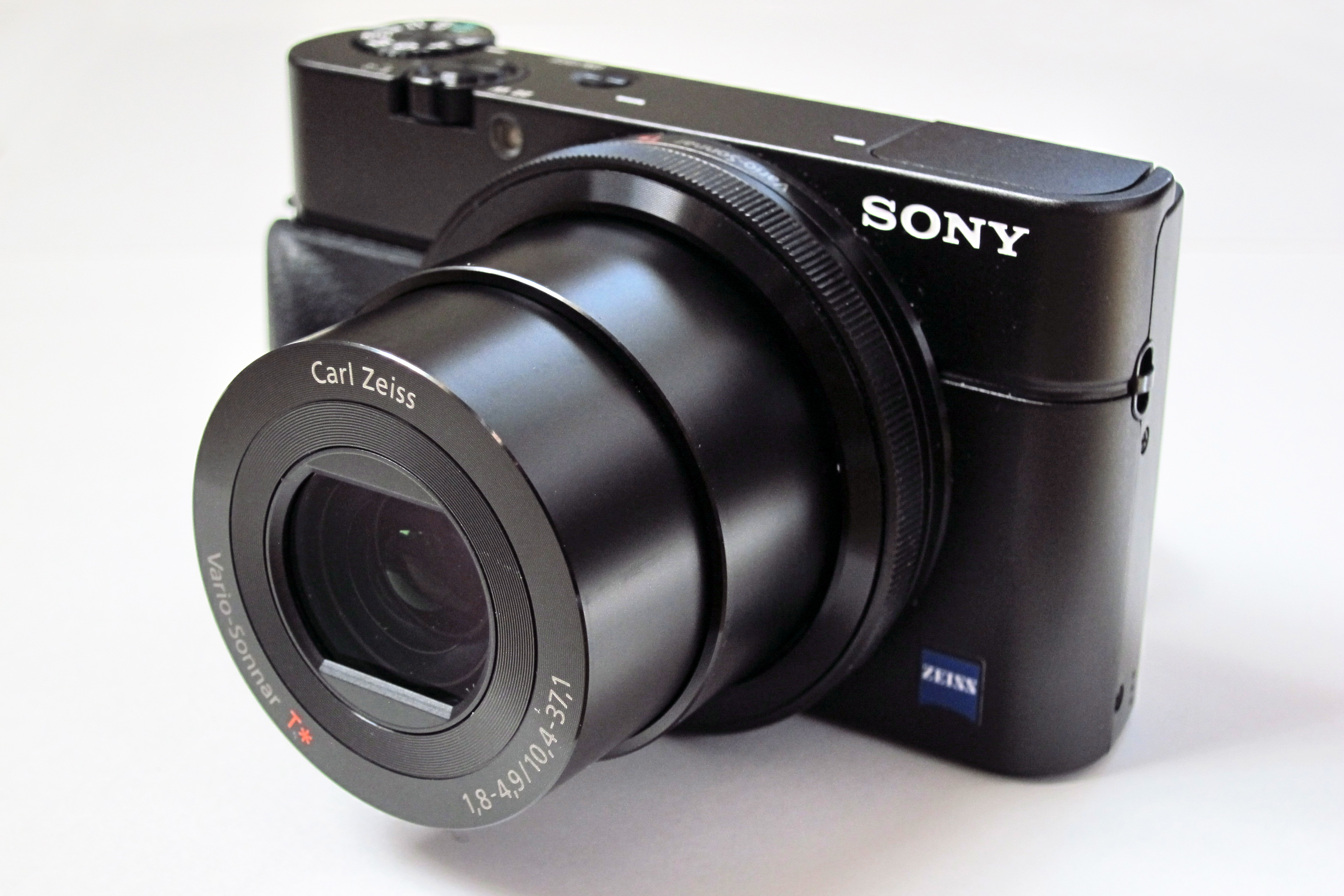
DSC-RX100

- DSC-RX100（2012年6月15日発売） - DSC-R1以来のR/RXシリーズとなり、1型・2020万画素のExmor CMOSセンサーを搭載。レンズは、大口径F1.8-4.9のカールツァイス バリオ・ゾナーT*。光学ズームは3.6倍（全画素超解像ズーム対応で最大7.2倍相当）。動画撮影はフルハイビジョン60pのAVCHD対応で、アクティブモードも搭載する。
- DSC-RX1（2012年11月16日発売） - RX100の上位機種で、サイバーショットシリーズの最上位機種。同機と比べ、レンズは薄型非球面のカールツァイス ゾナーT* F2単焦点レンズになり、撮影素子は同日に発表されたα99同様、フルサイズ（35mm）2430万画素のExmor CMOSセンサーにサイズアップされた（違いとしては、像面位相差センサーが省略されている。）。単焦点だが、全画素超解像で1.4倍もしくは2倍のズームも可能。手ぶれ補正機能は動画撮影時の電子式のみ搭載。アクセサリーシューは、α99同様マルチインターフェースシューを採用した。
- DSC-RX100M2（2013年7月5日発売） - RX100の後継だが、同機は併売される。カメラ本体にはRX100IIと刻まれている。ボディサイズはほぼRX100と同じで、センサーが1インチとしては世界初の裏面照射型Exmor Rになり、モニターも可動式になった。また、リングでの操作機能にステップズーム機能が備わり、Wi-Fiに加えてサイバーショットシリーズ全体で初めてNFCも対応する。更に、マルチインターフェースシューも備えられ、外付けのEVF等にも対応する。
- DSC-RX1R（2013年7月5日発売） - DSC-RX1のバリエーションモデル。RX1ではローパスフィルター付きだった物を、ローパスフィルターレスにした[6]。それ以外の性能はRX1に準ずる。RX1は併売。
- DSC-RX10（2013年11月15日発売） - R1以来のネオ一眼スタイル。センサーはRX100M2と同じ1型2020万画素Exmor Rで、24-200mmの全域で開放F値2.8を実現した大口径カールツァイスバリオ・ゾナーT*を搭載する。レンズユニットに新開発のダイレクトドライブSSMを採用し、フォーカスレンズの駆動距離の短縮及び合焦時間の高速化を達成した。画像処理エンジンは処理速度向上とディテールリプロダクション技術により自然な立体感を実現した新開発のBIONZ Xを採用している（同時発表のEマウントフルサイズ機α7/7Rにも搭載）。絞りリングは、新たにクリック感のON/OFFが選べるようになった。RXシリーズでは初めて、有機ELのOLED Tru-Finderも搭載する。RX100M2同様、Wi-FiとNFCも搭載する。
- DSC-RX100M3（2014年5月30日発売） - RX100M2の後継だが、RX100及びM2は併売される。カメラ本体にはRX100IIIと刻まれている。レンズは、世界初のガラス非球面レンズ接合技術を採用した24-70mm（光学2.9倍・超解像併用5.8倍） F1.8-2.8バリオゾナーT*に変更され、ZEISS T*コーティングを施したポップアップ式OLED Tru-Finderを搭載。それに伴い、RX100M2に搭載されていたマルチインターフェースシューは割愛されている。モニターは自分撮りも可能な180度チルトになり、動画撮影もサイバーショットシリーズでは初のXAVC Sに対応。画像処理エンジンはBIONZ Xになり、動画撮影時のアクティブモードも強化された。RXシリーズでは初のPlayMemories Camera Appsにも対応。
- DSC-RX10M2（2015年8月5日発売） - RX10の後継だが、RX10は併売される。カメラ本体にはRX10IIと刻まれている。センサーはDRAMを搭載した積層型1型2020万画素Exmor RSを搭載し、最大16コマ/秒の高速連写と最大960fpsのスローモーション再生、電子シャッターの搭載、またサイバーショットシリーズ初の4K/30p動画撮影が可能となった。α7シリーズに搭載されているファストインテリジェントAFも搭載。なお、4K動画撮影は最大29分まで可能（RX100M4は5分まで）。また、OLED Tru-FinderもRX100M4同様画素数が約236万ドットにアップしているが、RX100M4と異なりZEISS T*コーティングは施されていない。
- DSC-RX100M4（2015年7月31日発売） - RX100M3の後継だが、RX100/M2/M3は併売される。カメラ本体にはRX100IVと刻まれている。RX10M2と同じくDRAMを搭載した積層型1型2020万画素Exmor RSを搭載し、前機種同様ZEISS T*コーティングを施したOLED Tru-Finderも画素数が約236万ドットにアップしている。RX10M2同様電子シャッターの搭載やサイバーショットシリーズでは初の4K動画撮影、スーパースローモーション撮影が可能になった。なお、4K撮影は5分まで（RX10M2は29分）という制限がある。
- DSC-RX1RM2（2016年2月19日発売） - RX1/RX1Rの後継だが、RX1及びRX1Rは併売される。カメラ本体にはRX1RIIと刻まれている。撮影素子はα7R IIと同じく4240万画素・最大ISO102400の裏面照射型フルサイズExmor R CMOSセンサー（ローパスフィルタレス）を搭載し、3種類のローパスフィルター効果を1台で調整できる光学式可変ローパスフィルター、またサイバーショットシリーズ初のファストハイブリッドAFも搭載された。ZEISS T*コーティングを施したポップアップ式の約236万ドットOLED Tru-Finderやチルト式液晶モニターも備える。NFCやWi-Fi、PlayMemories Camera Appsに対応。動画撮影はAVCHDに加えXAVC Sにも対応した。当初は2015年12月中旬発売予定だったが、12月16日に発売が未定と変更された[7]後、2016年1月20日に同年2月19日に発売することを発表した[8]。
- DSC-RX10M3（2016年5月20日発売） - RX10M2の後継（RX10及びM2は併売）。カメラ本体にはRX10IIIと刻まれている。RX10M2と異なる点は、レンズが光学25倍のZEISS バリオ・ゾナーT*になり、これまでのフォーカスリングに加えてズームリングが搭載され、設定で役割を入れ替えることも可能。望遠時に、素早くフレーミングをし直せるズームアシスト機能も搭載された。
- DSC-RX100M5（2016年10月21日発売） - RX100M4の後継。ボディにはRX100Vと刻まれている。RX100/M2/M3/M4は併売。ファストハイブリッドAFをRX100シリーズで初めて採用し、世界最多となる315点像面位相差検出AFセンサーにより世界最速0.05秒のAF速度を実現した。画素加算のない全画素読み出し4K記録や撮影可能時間がM4比で約2倍となった最高960fpsスーパースローモーション機能を搭載する。新開発のフロントエンドLSIとBIONZ Xにより、最高24コマ/秒のAF/AE追従高速連写時での高速処理が可能になった。それ以外の性能は、従来機のRX100M4を引き継ぐ。
- DSC-RX10M4（2017年10月6日発売） - RX10M3の後継。ボディにはRX10IVと刻まれている。RX10M2/M3は併売。ファストハイブリッドAFをRX10シリーズで初めて採用し、315点像面位相差検出AFセンサーによりRX100M5を更に上回る世界最速0.03秒のAF速度を実現した。また、α6300及びα6500に搭載されている高密度AF追従テクノロジーによって、動体追従性能が大幅に向上した。連写性能は、バッファメモリの大容量化等により249枚までの連続撮影が可能になった。また、液晶はRXシリーズ全体として初になるタッチパネルになり、直感的フォーカスが可能なタッチパッドとタッチフォーカス、距離で合焦範囲を限定するフォーカスレンジリミッターも搭載した。プロ撮影用機能としては、新たにプロキシー記録に対応している。スーパースローモーション機能も最大で7秒までの撮影が可能になった。更に、Bluetoothにも対応しBluetooth経由での位置情報取得も可能になっている。
- DSC-RX0（2017年10月27日発売） - これまでのどのカテゴリー（100,10,1）にも入らない新シリーズ。約1530万画素のメモリー一体1.0型積層型CMOSイメージセンサーExmor RSと、ZEISS Tessar T* 24mm単焦点レンズをアクションカメラ並みの小型ボディに搭載した。水深10m防水性能、2.0m落下耐性、200kgfの耐荷重堅牢性を確保している。別売りの電波式ワイヤレスコマンダーを用いて最大15台でのリモートレリーズ撮影が可能で、複数台を使用してのバレットタイム撮影等多彩な映像表現が可能になる。
- DSC-RX100M6（2018年6月22日発売[9]） - RX100M5の後継。ボディにはRX100VIと刻まれている。レンズが新開発のZEISS Vario-Sonnar T* 24-200mm F2.8-4.5に変更され、光学8.3倍の高倍率ズームを従来同様のボディサイズに収めた。α6500やRX10M4で採用している高密度AF追従テクノロジーをRX100シリーズで初搭載。ファストハイブリッドAFシステムを搭載し、世界最速0.03秒のAF性能を実現した。BIONZ XもRX100M5に比べて処理速度が1.8倍に高速化されている。全画素読み出しによる高解像度4K動画の本体内記録だけでなく、Hybrid Log-Gamma（HLG）方式による4K HDR撮影にもサイバーショットとして初対応。また、液晶はRXシリーズでは初のチルト可動式タッチ対応液晶モニターになり下方向にも90度まで角度調整が可能に、XGA OLED Tru-Finderも表示タイムラグが低減され、ワンプッシュアクセス収納式になったと共に、ファインダーを覗きながら直感的にフォーカス位置の移動ができるタッチパッド機能も搭載された。
- DSC-RX100M5A（2018年7月13日発売） - RX100M5の後継かつ進化モデル。M5との違いは、BIONZ XがRX100M6に搭載されている物と同様の最新版になり、連続撮影モード「Hi」、画質「ファイン」時でAF・AE追随最高約24コマ/秒・最大233枚の連続撮影が可能になった。このほかに、高感度撮影におけるノイズ粒状表現の向上、EVF表示タイムラグ低減、瞳AFの検出精度・速度・追随性能向上等の機能向上が成されている。但し、M5にあったPlayMemories Camera Apps対応、マイフォトスタイル、Eye-Fi対応は外されている。ボディにはM5同様RX100Vと刻まれているため、一目では区別しにくい。M5との見た目での違いは、底面の品番と背面の操作ダイヤル下部の一部アイコンの有無[10]。
- DSC-RX0M2（2019年4月12日発売[11]） - RX0の後継モデル（RX0は併売）。本体にはRX0 IIと刻まれている。センサー等はRX0と同じだが、最短撮影距離が20cmに短縮され、液晶モニターは上180度、下90度のチルト対応式に、4K30p動画の本体内記録と動画撮影時の電子手ブレ補正機能が追加され、BIONZ XもRX0に比べて1.8倍高速化された。
- DSC-RX100M7（2019年8月30日発売[12]） - RX100M6の後継かつ上位モデル（RX100M6は併売）。本体にはRX100 VIIと刻まれている。ソニーでは小型高倍率ズームレンズ機のうちM6をスタンダードモデル、本機（M7）を上位モデルと位置づけている[13]。新世代のExmor RSにより、α9同等の高精度でのAF/AE追従（最大60回/秒）で最高20コマ/秒のブラックアウトフリー連続撮影を可能にした。リアルタイムトラッキングとリアルタイム瞳AFも対応し、リアルタイム瞳AFは人間だけではなく動物にも対応した。動画撮影では、アクティブモードがこれまでのフルHDに加え4K撮影でも可能になり、本体内インターバル撮影機能や縦位置情報記録にも対応した。また、マイク端子が追加され動画撮影時に外部マイクを使用することが可能になった。

### Gシリーズ
無線LAN・DLNA対応、大容量メモリー内蔵モデル。
- DSC-G1（2007年4月6日発売） - 今までのカメラとは別のコンセプトで作られ、2GBの内蔵メモリーを搭載し、約7500枚保存できる。また世界初となる92.1万ドットの3.5インチの「エクストラファイン液晶」を搭載し、超高精細の画面で写真鑑賞ができる。「音フォト」の機能も充実し、プリセットされた4種類の曲に加え、パソコン経由でMP3ファイルの曲も追加することができる。ステレオヘッドホン端子を搭載している。Wi-Fiは搭載しているが、インターネットへの接続機能はない。

2007年10月23日より2008年4月23日まで期間限定で、機能追加のファームウェアアップグレードが公開された。主な追加機能は以下の通り。ただしこれらは後継機の開発の参考にするためのものであり、サポート外となる。
- PlaceEngineに対応し、写真に撮影地点の位置情報を書き込むことができるようになる
- 動画再生機能の向上

現在は元のファームウェアにダウングレードするためのファイルが公開されている。一度ダウングレードすると、再度アップグレードすることはできない。
- DSC-G3（2009年1月16日発売） - G1同様Wi-Fiを搭載し、新たに本体からインターネットに接続して撮影した写真をアップロードできる。PlaceEngineには非対応。

### QXシリーズ
スマートフォンやタブレットとNFC・Wi-Fi接続して使用するタイプで、ソニーでは「レンズスタイルカメラ」と称している。付属のアタッチメントでスマートフォンと接続できるほか、オプションでXperia各機種専用のカメラアタッチメントケースや大画面スマートフォン・タブレット用のアタッチメントも用意されていた。
- DSC-QX100（2013年10月25日発売） - RX100M2と同じく、1型2020万画素Exmor Rとカールツァイス バリオゾナーT* 光学3.6倍ズームレンズを搭載。これまでのサイバーショットシリーズと異なり、NFC・Wi-Fi搭載のスマートフォン・タブレットからPlay Memories Mobileで撮影するスタイル(本体のみでの撮影も可)。記憶媒体はメモリースティックマイクロもしくはマイクロSDカードのみとなる。なお、動画撮影はAVCHDには非対応で、1440x1080/30pのMP4のみとなっていたが、2014年1月31日に動画撮影サイズが1920×1080/30pに変更する内容などを含めたアップデートを開始した[16]。
- DSC-QX10（2013年10月25日発売） - WX200と同じく、1/2.3型1820万画素Exmor RとソニーGレンズ 光学10倍ズームレンズを搭載。それ以外の性能はQX100に準ずる。本機種のみ2色展開(ブラックとホワイト)になっており、2014年10月10日に追加カラーのピンクが発売された。
- DSC-QX30（2014年10月10日発売） - HX60Vと同じく、1/2.3型2040万画素Exmor RとソニーGレンズ 光学30倍ズームレンズを搭載。QX100/10と違い画像処理エンジンにBIONZ Xを搭載するが、それ以外の性能はQX100/QX10に準ずる。

## サイバーショットケータイ
ソニー・エリクソン（現ソニーモバイルコミュニケーションズ）製のカメラ付携帯電話で、カメラ機能に特化したものにつけられる。海外市場向けにすでに数機種発売されている。
また、海外向けのXperiaにはサイバーショットの名を冠したアプリケーションが内蔵されている。(国内ではカメラという名前である)
カメラを起動するとサイバーショットと同じようなユーザーインタフェースが液晶画面に現れる。
国内市場向けでは、2010年11月現在、NTTドコモのSO905iCSと、KDDI並びに沖縄セルラー電話の各auからのW61S、S001、S003およびS006にこの愛称が付いている。携帯電話でありながらサイバーショット Tシリーズと同じ折り曲げ式ズームレンズ機構、510万画素のCMOS（S001は808万画素CMOS、S003は1209万画素CMOS、S006は1620万画素CMOS）、「Exmor」、手振れ補正、顔認識など、カタログスペック上デジタルカメラと遜色ないスペックが搭載されている。さらに近年のソニーのサイバーショットのウリでもあるスマイルシャッター機能も搭載されている。海外市場向けの機種ではメモリースティック PRO Duo、メモリースティック マイクロ (M2)に対応しているが、国内向けの「サイバーショット」の名を冠した携帯電話はmicroSDにのみ対応している。
- NTTドコモ
  - SO905iCS - 「CS」は「Cyber-shot」ではなく「Camera Style」。

- au（KDDI／沖縄セルラー電話）
  - W61S
  - S001
  - S003
  - S006

## サイバーショット以外のデジタルカメラ

### ZVシリーズ
Vlogを目的としたカメラ。RX100シリーズと似ているが、バリアングル方式の液晶の他、指向性3カプセルマイクを搭載、専用ウインドスクリーンが付属している。ブランドも「サイバーショット」ではなく「VLOGCAM」を冠している。
- ZV1（2020年5月27日発表） - 1型2020万画素Exmor RSと24-70mm（光学2.9倍・超解像併用5.8倍） F1.8-2.8バリオゾナーT*を搭載。RX100シリーズと似ているが、バリアングル方式のタッチパネル液晶や指向性3カプセルマイクを搭載、大型の録画ボタン、マルチインターフェースシュー、外部マイク端子を搭載、NDフィルターを内蔵するなど、ビデオ撮影を重視した機能が搭載されている。ポップアップフラッシュやRX100M3以降のシリーズにあるEVF、マニュアルリングは搭載されていない。静止画撮影については、RX100M7と同様で、AF/AE追従（最大60回/秒）で最高24コマ/秒の連続撮影に対応。リアルタイムトラッキングとリアルタイム瞳AFも対応し、リアルタイム瞳AFは人間だけではなく動物にも対応している。動画撮影については、4K30p動画の本体内記録が可能。電子手ブレ補正の他、背景ぼけ切り替えボタンや、商品レビュー用設定、顔優先AE、美肌効果などの機能が搭載されている。